# ベルリンの壁崩壊

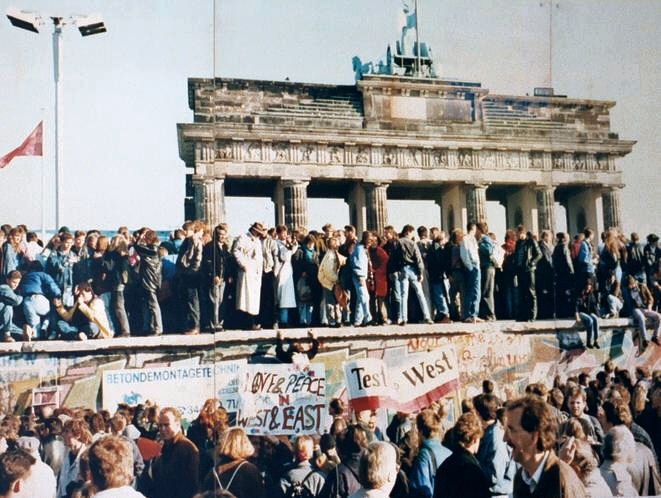
ブランデンブルク門近くのベルリンの壁に登る東西ベルリン市民（1989年11月10日）

ベルリンの壁崩壊（ベルリンのかべほうかい）は、1989年11月9日に、それまで東ドイツ市民の大量出国の事態にさらされていた東ドイツ政府が、その対応策として旅行及び国外移住の大幅な規制緩和の政令を「事実上の旅行自由化」と受け取れる表現で発表したことで、その日の夜にベルリンの壁にベルリン市民が殺到し混乱の中で国境検問所が開放され、翌11月10日にベルリンの壁の撤去作業が始まった出来事である。略称として壁崩壊（ドイツ語: Mauerfall）ともいう。
これにより、1961年8月13日のベルリンの壁着工から28年間にわたる、東西ベルリンが遮断されてきた東西分断の歴史は終結した。東欧革命を象徴する出来事であり、この事件を皮切りに東欧諸国では続々と共産党政府が倒された。そして、翌1990年10月3日に、「ドイツ民主共和国に再設置された各州がドイツ連邦共和国に加盟する」という名目（実質的には編入）にて東西ドイツの統一がなされた。

## 壁の建設

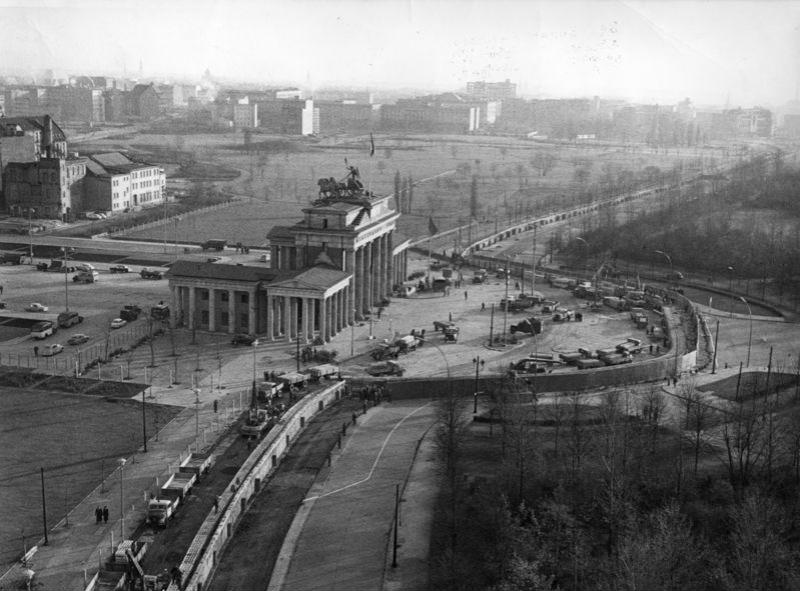
壁の前のブランデンブルク門。左側が東側で右側が西側である。（1961年）

第二次世界大戦で敗戦国となったドイツは、ソビエト連邦、イギリス、フランス、アメリカ合衆国の戦勝4か国による分割占領が行われ、その中で首都ベルリンも終戦直後に戦勝4か国の共同管理地域とされた。
やがて東西の対立に伴い1949年には東西2つの国家が成立し、東側陣営に属するドイツ民主共和国（東ドイツ）と、西側陣営に属するドイツ連邦共和国（西ドイツ）とで、ドイツは分断された。そして首都ベルリンもソ連側管理地区の東ベルリンと英米仏3か国管理地区の西ベルリンに分断された。ただし1961年夏まではベルリン市内での東西の往来は自由であった。
しかし1961年8月13日、東ドイツ側が突如としてベルリン市内の東西の往来を遮断し、境界線近くに壁を建設してベルリン市民の東西間の自由通行を断絶した（ベルリンの壁）。これは東西に分かれて以後、東ベルリンから西ベルリンへの人口流出が止まらず、1945年から1961年までに東ドイツから西ドイツに移った人々は約300万人に達し、その半数以上が当時自由に行けた西ベルリン経由で西ドイツに逃れていた。危機感を持った東ドイツは、西ベルリンが逃亡への出口になっていることから境界線を壁で塞いで東ドイツ国民を閉じ込めたもので、これを「反ファシズム防壁」と呼んだ。国境が遮断されて有刺鉄線が張り巡らされたが、ある所では道路の真ん中に、或いは運河が、また橋の真ん中が国境線であった。以後東西のベルリン間での市民の行き来は不可能となった。
ベルリンは第二次世界大戦後の東西冷戦の最前線であり、1961年8月に突然出現したこのベルリンの壁は東西冷戦の象徴であった。

### 壁の犠牲者
しかし、東側から壁を乗り越えて西側へ越境しようとした市民が死亡する事例は後を絶たなかった。1961年8月から1989年11月までの28年間で5,000人以上が越境して逃れたが、約200人以上が越境できずに死亡（その多くは国境警備兵による射殺と川を泳ぎきれずの溺死）、約3,000人以上が越境を試みて失敗し逮捕された。
東西ドイツの間で1961年から1988年までに総計23万5000人が「共和国逃亡」によって西ドイツに逃れた。そのうち4万人が国境の厳重な見張りをすり抜けて越境した者で、その中の約5000人余りがベルリンの壁を乗り越えた者であるが、その大部分はまだ壁の国境管理が甘かった1964年までの数字である。東ドイツ側の国境超えの「逃亡未遂」に関する刑事訴訟の手続きは1958年から1960年までで約2万1300件、1961年から1965年までで約4万5400件であった。そして1979年から1988年までの「逃亡未遂」の有罪判決は約1万8000件であった。これはベルリン以外の東西ドイツ国境での逃亡未遂も含めての数であり、ベルリンの壁を超えようとした未遂及びその準備をした者はおよそ6万人以上とみられ、有罪判決を受けて、平均4年の禁固刑であった。そして逃亡幇助の計画準備の場合は実行者より重く終身懲役刑を科されることもあった。
壁が破壊されるまでの間、東ベルリンから壁を越えて西ベルリンに行こうとした住民は、運よく西へ逃れた人以外は東ドイツ国境警備隊により逮捕されるか、射殺されるか、或いは途中で力尽きて溺死か転落死であった。

### 壁の意味
壁の建設は、東ドイツの体制が強圧に依存しており、住民が国土を離れることを暴力によって妨げる以外にその崩壊を回避できないことを示すものであった。また、ソ連がヨーロッパの前進地である東ドイツを放棄するつもりが無く、その崩壊を手をこまねいて見ていることができないことを証明した。そしてこの措置は西側に対決するものでなく、東ドイツ人にとっての利益に対立するものであった。そしてソ連のフルシチョフ首相とアメリカのケネディ大統領の間で、暗黙の了解として、西ベルリンの米英仏3ヵ国の駐留権、及び西ベルリンへの自由通行権、西ベルリン市民の政治的自己決定権を侵さないことを前提にした壁の建設であった。それまで米ソ首脳を悩ませたベルリン問題は、1958年のフルシチョフの自由都市宣言の最後通牒の主張から大きく後退して、以降安定し固定化した。
それは東ドイツの人々にとって、以後東ドイツを離れることができなくなり、彼らの不自由はもはや逃れることのできない運命となったことを意味した。また、体制に反対する人々の大半は脱出して、単に労働力の流出を防止しただけでなく、現在の状況と折り合っていく道を選ぶしか無いという意識を人々に与えたことの影響は大きく、ドイツ社会主義統一党（SED）にとっては国家運営がしやすい環境が整備された。

## 東ドイツの苦境
ソ連は東ドイツの創設者であり、長年にわたり事態発展の成り行きに影響を及ぼし、東ドイツの存続の生殺与奪権を握っており、壁崩壊で東ドイツが消滅するまでそうであった。東ドイツが国民を実質的な監獄体制下におき、本質的に抑圧に基づいていたことは、鉄のカーテンとベルリンの壁によって物理的な力で国の安定を保障し、それに依存していたことから明らかで、政治的には破綻した国家であった。
一方で、1970年代に入ると東西ドイツ間で相互を実質的に国家承認、国交が樹立し、大規模な経済援助なども行われた。

### 経済の悪化
東ドイツ経済は、1960年代にはヴァルター・ウルブリヒト政権がある程度の自由主義経済（「新経済システム」（Neues Ökonomisches System 、略称NÖS））を取り入れることによって発展し、東側陣営では随一の繁栄を誇った。しかし、ソ連の圧力による1971年のウルブリヒト失脚、そして1973年の第一次石油危機のあと、経済当局の組織硬直により、産業構造の転換に失敗し、東ドイツ経済は不況に陥る。エーリッヒ・ホーネッカー（ドイツ社会主義統一党(SED)書記長、国家評議会議長）率いる東ドイツ指導部は危機打開のために、東西ドイツ基本条約（1972年）で事実上の「国交」を結んだ西ドイツから経済援助を受け、これを助成金として国内各所にばらまくことで経済を成り立たせていた。
この事実はホーネッカー退陣直後に暴露されたが、すでに東ドイツ経済は経済援助に頼りきりになっており、収支バランスを均衡にするためには東ドイツ市民の生活水準を30％前後切り下げることが必要であった。この時点ですでに人口流出が止まらなくなっており、この暴露からほどなくして東ドイツは消滅した。

### 分断国家の思想統制
ホーネッカーは1980年代に入ってからのハンガリー人民共和国やポーランド人民共和国での社会変革への動きとは対照的に、秘密警察である国家保安省（シュタージ）を動員して国民の束縛と統制を強めていた。
他の東欧社会主義国と違い、東西対立で生まれた人工国家といえる東ドイツは、「社会主義のイデオロギー」だけが国家のアイデンティティであり、政治の民主化や市場経済の導入といった改革によって西ドイツとの差異を無くすことは存在理由の消滅、ひいては国家の崩壊を意味するため、東ドイツ政権は1980年後半に東欧に押し寄せた改革の波に抗い続けていたのである。東ドイツは他の東欧諸国にない厳格なイデオロギー国家であり、ナショナル・アイデンティティが欠如しており、それだけマルクス・レーニン主義が他の東欧諸国よりも重要な意味を持っていた。それを一番強く意識していたのが他でもないホーネッカーら党指導部であり、あくまでも教条的なマルクス・レーニン主義に固執する以外に国家が生存する道は無いと考えていた。
西ドイツと明確に異なる東ドイツの存在意義は、対内的にも対外的にも「壁」の存在なしには成り立たないものであり、そのために徹底した思想・言論統制を行っていたのである。国内にはポーランドのような「連帯」運動も、ハンガリーのような慎重にソ連と協調しながら勢力を増した「党内改革派」もなく、体制に不満を持つ人は壁の建設以前に西側に移り、壁建設以後は政治犯として収監されて西側へ追放されてしまい、体制に不満な部分はわずかにキリスト教会の活動に押し込められていた。

### 旅行の自由を求めて
1989年以前の東欧諸国では、国家が国民に西側に旅行できないよう制限を課して、移動の自由が無い状態が続いていた。東ドイツの一般市民にとっては、イデオロギー的に同じ東欧諸国への旅行でさえも制限があった。1989年の民主化要求のデモにおいて「旅行の自由」が求められていたのも、こういった事情があった。
そんな中で東ドイツ市民が比較的自由に行けたのはチェコスロバキアで、身分証明書の提示だけで旅行が可能であった。民主化が進んでいたポーランドへは1981年以降は公認旅行社が主催する旅行か招待状によるものでしか許可されなくなった。他のブルガリア、ハンガリー、ルーマニアへはビザ不要であったが、旅券の他に東ドイツ政府が出す「ビザ免除旅行証」という許可証を入手しなければならなかった。私的旅行には3種類の区別があり、第1番目はソ連、ポーランド、チェコスロバキア、ブルガリア、ハンガリー、ルーマニア、モンゴル、北朝鮮の8ヵ国への旅行。第2番目は、年金資格を得る年齢に達した人々の旅行。第3番目は、その他の年金資格を得る年齢に満たない人々の旅行であり、近親者の冠婚葬祭や病気見舞いなどの際に当局に許可の申請を行うものであった。
この旅行の自由、移動の自由を求める動きは、壁の建設後は体制の抑圧で窒息状態であったが、1980年代後半になってから顕在化し、東ドイツ政府の頑なまでの対応がやがて自国民の大量出国を招き、その対応で新しい方針を打ち出す際にミスを犯し、その結果は壁の崩壊を招き、東ドイツの消滅につながった。

### ゴルバチョフの改革

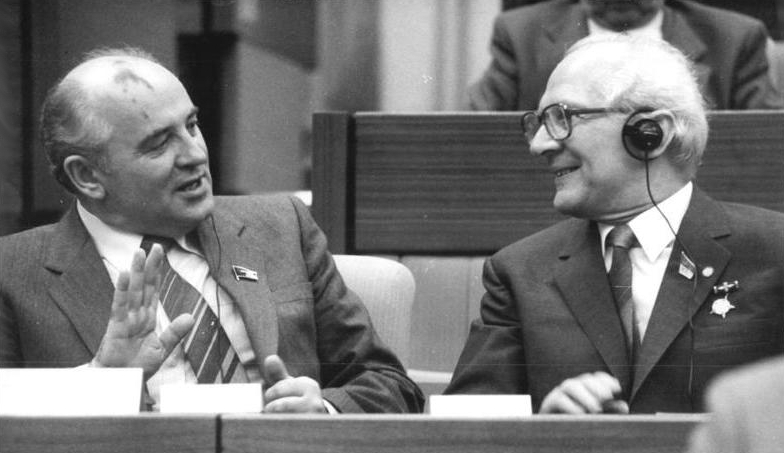
東ドイツへのペレストロイカ導入を巡って対立した（右から）エーリッヒ・ホーネッカーとミハイル・ゴルバチョフ（1986年）

ベルリンの壁の前で演説するロナルド・レーガン（1987年）

ソ連では1985年に共産党書記長に就任したミハイル・ゴルバチョフが「ペレストロイカ」政策を発表、東欧諸国にも推進を勧め、多くの国はそれぞれ改革を始めたが、東ドイツにとって社会主義体制の放棄は分断国家としての独自性、国家分断の正当性を放棄するに等しいため、改革の実行を拒否、一部の反対派を逮捕・拘留して弾圧するだけであった。さらにホーネッカー指導部は「東ドイツカラーの社会主義」というプロパガンダを打ちだしてゴルバチョフと対立、ソ連メディアの情報にさえ検閲をかけ、1988年11月にはソ連の雑誌『スプートニク』に対する郵便・新聞管轄局の認可を取り消し、事実上の発禁処分とした。その雑誌には東側諸国でタブー視されていた独ソ不可侵条約の内容について書かれており、それを国内で流布されるのを恐れたのであるが、この措置に関しては国内知識人やSED内部の党員にすら反発の声が上がるなど事態をより悪化させることになる。
1987年には当時のアメリカ大統領ロナルド・レーガンは西ベルリンを訪問し、ベルリンの壁の前での演説で「Mr. Gorbachev, Tear down this wall.（ゴルバチョフさん、この壁を壊しなさい）」と訴えていた。

## 東ドイツの動揺
1989年6月に隣国ポーランドで自由選挙が行われて統一労働者党(共産党)が敗退し、社会主義陣営で初の非共産党系の政権が誕生した。またハンガリーでは前年11月にハンガリー社会主義労働者党の改革派に属するネーメト・ミクローシュが首相に就任し、1989年には国内改革の動きが注目されるようになった。しかし東ドイツでは、自国の改革の遅れに失望して出国を希望する者が増大し、1989年1月1日に新しい旅行法が発効されて、東ドイツから恒久的出国(国外移住)を申請するきっかけとなり、申請者数は9月末までの9カ月間に16万1000人に達した。この数字は1972年から1988年までの16年間の出国申請者総数が3万2000人であったことと比べると、この年の東ドイツ国民の不満が沸騰点に達しつつあることを物語っていた。
こうした市民の東ドイツ政府に対する不満が高まる最中の1989年5月7日に行われた地方議会選挙では不満を持った少なからぬ数の有権者が統一候補リストに対する信任投票に反対票を投じたが、指導部は選挙結果を賛成票が98.85%であると改ざんして発表し、市民の不満を更に高めた。また、6月4日に起きた中国の天安門事件に対して東ドイツ政府・SED・人民議会が中国当局の対応への支持を表明したことも、東ドイツ市民の怒りを買っていた。そして6月18日にはポーランド人民共和国で複数政党制による自由選挙が初めて実施され、他の東欧諸国に先んじて民主化を果たした。

### 鉄のカーテンの崩壊
冷戦下では東西両陣営の境界線は特に厳格に管理され、「鉄のカーテン」と呼ばれていた。この「カーテン」の内、ハンガリーとオーストリアとの境界の部分について、ハンガリーでは1988年に国外旅行が自由化されており、オーストリアへ越境するためにわざわざ有刺鉄線の国境柵を侵す必要はもはやなかった。結果、維持費がかかるだけの無用の長物になっていたため、ネーメト首相はゴルバチョフの暗黙の了解の下、1989年5月2日、鉄条網の撤去を開始した。東ドイツ指導部は市民が迂回して西ドイツへ亡命することを危惧しゴルバチョフに抗議したが、ゴルバチョフは「これはハンガリーの問題だ」として無視した。夏になると、亡命を目論んだ東ドイツ市民が夏の休暇を利用してハンガリーに出国した。しかし、自由化された国境を越えられるのはハンガリー国民に限られていたため、東ドイツ市民は国境地帯に滞留、その数はおよそ10万人に上った。
8月19日、ハンガリーの民間団体の主催で「汎ヨーロッパ・ピクニック」がハンガリーとオーストリアの国境沿いのショプロンで開かれた。このイベントはハプスブルク家の末裔であるオットー・フォン・ハプスブルクが主催者となり、当初ハンガリーの人権グループと民主フォーラムとともに「鉄のカーテンに別れを告げる祝賀の日」として計画されたものであった。これにハンガリー社会主義労働者党急進改革派のポジュガイ・イムレ政治局員が共催者として入り、しかもポジュガイの後ろにはネーメト政権がいて、このイベントはハンガリーに滞留する東ドイツ人をハンガリーとオーストリアとの国境を超えて西ドイツへ逃がすことを密かに企図したものとなり、後にヨーロッパ・ピクニック計画と呼ばれた。この時、西側に脱出した東ドイツ市民は661人（一説には千人以上）に上った。しかしこの時国境地帯に滞在していた東ドイツ市民は東ドイツ当局の策謀を疑って動かず、さらにこのニュースを知った東ドイツ市民がさらに亡命を試みたため、国境地帯の東ドイツ市民はさらに増加、ハンガリーにとっても対処に頭を悩ませることとなった。
その後、ネーメト首相は西ドイツのコール首相と東ドイツ市民の亡命についての協定を結び、さらにゴルバチョフの了承を得たうえで、9月11日、東ドイツ市民に向けて国境を解放、東ドイツ市民はオーストリアを通過して、西ドイツの移民センターまで移動した。東ドイツ国内から、再び人口流出が始まった。特に医師、電車やバスの運転手、高等教育を受けた若い労働者などが次々に出国し、領内のあちこちで交通機関の運休や医療の崩壊、工場の閉鎖などの社会的混乱が起きていた。この時点ですでに、人口流出の防波堤としてのベルリンの壁はその用をなさなくなっていた。
東ドイツ当局はこのハンガリーの行動を激しく非難し、ワルシャワ条約機構外相会議を開いて圧力をかけることを試みたが、ゴルバチョフの賛同を得られずに頓挫した。さらに、ホーネッカーは急性胆のう炎と診断されて7月から療養中で、有効な対策が取れなかった。この時期、東ドイツ指導部は10月7日に予定している建国40周年式典を前に目障りな問題を処理することだけを考え、行動していた。9月27日、ニューヨークの国連総会の合間にシェワルナゼ・ソ連外相、ゲンシャー西独外相、フィッシャー東独外相が会談し、プラハの西ドイツ大使館に滞在中の西ドイツへの脱出が合意された東ドイツの人々を「追放」することに合意した。
30日、ゲンシャー外相はプラハの西ドイツ大使館を訪問し、バルコニーから大使館内の敷地に野宿していた東ドイツ市民に向かって「我々は今日皆さん方が出国できるということをお伝えするために、ここへやって来ました。」とアナウンスした。このアナウンスと、市民たちが歓声を上げる様子はテレビを通じて全世界に伝えられた。
この東ドイツ市民の脱出は、東ドイツの建前としては「追放」であり、東ドイツ当局がこの建前を尊重するよう要求したことから、市民たちの移動経路はチェコスロバキアから東ドイツ領内を国有鉄道の列車で通過することとなった。10月1日から東ドイツ市民数千人が列車でドレスデン、ライプツィヒを通って西ドイツに向かった。10月4日に列車がドレスデン中央駅に到着した際には、便乗しようとした「追放」希望者が駅に押し寄せ、人民警察の間で衝突が発生した。
東ドイツでは、大量出国の問題が深刻化するにつれて、問題の解決策を「誘導措置」と呼んだ。出国の波を阻止するのではなく制御する方向に変えて、記念式典を前に乗り切ろうとしたのである。プラハと同じくポーランドのワルシャワでも「誘導措置」を行い、ワルシャワの西ドイツ大使館に逃れた人々をLOTポーランド航空の特別便で「追放」した。しかしこれは国家の存立を脅かす局面でしかなかった。
こうした中、当時のイギリス首相マーガレット・サッチャーはミハイル・ゴルバチョフ書記長に、東側のリーダーとしてベルリンの壁崩壊を阻止するためにでき得る限りのことをするよう要請し、次のように語った。
10月3日、東ドイツ政府はチェコスロバキアとの国境を閉鎖した。これによって、東ドイツ国民がチェコスロバキア、ハンガリー、オーストリア経由で西側へ逃れることは不可能になった。しかし出国することができなくなったため、逆に東ドイツ国民の不満は体制批判に転化していた。

### ライプツィヒの市民デモ
国外へ大量に出国する市民もいれば、国内に留まってドイツ民主共和国を内部からの改革を目指す動きはこの時期から活発になっていった。シュタージといった治安機関も教会は強い監視対象としていなかった。9月4日、ライプツィヒでは秋の見本市が開催され他の都市からも人が集まっていたが、聖ニコラス教会で毎週月曜に行われていた「平和の祈り」の終了後、西側メディアも呼んでいた学生らが礼拝者に呼びかけ、およそ1200人が「大量逃亡の代わりに旅行の自由を」と叫んでデモを行った。以後ライプツィヒを拠点にデモ（月曜デモ）が激化していくことになった。このデモは2週間後の9月25日には8000人、10月2日に1万5000人、10月9日に7万人、10月16日に15万人、10月23日にはついに30万人がデモ行進に参加して、それまでの東ドイツにかつて見られなかった多くの市民が加わった大規模なものになった。「我々はここに留まる」「我々が国民だ」「自由な選挙を」「国家保安省は出ていけ」と叫び、市民運動「新フォーラム」の認知とドイツ民主共和国憲法第1条の削除を要求した。第1条には社会主義統一党が国家を指導することが謳われていた。
やがてデモは東ドイツの各都市に広がっていく。

### 建国40周年記念式典
ホーネッカーにとって最後の頼みの綱は、ソビエト連邦からの支持を得ることであったが、10月7日の東ドイツ建国40周年式典を訪問したソ連共産党のミハイル・ゴルバチョフ書記長は、軍事パレードの後にシェーンハウゼン城（東ドイツ政府の迎賓館として使用されていた）で行われたソ連・東ドイツ両国の党幹部の会合で演説し、自国のペレストロイカの現状を報告した後、「遅れて来る者は人生に罰せられる」とホーネッカーに対する批判とも取れる言葉を述べた。
これに対して演説を行ったホーネッカーは、自国の社会主義の発展をまくしたてるのみであった。ホーネッカーの演説を聞いたゴルバチョフは軽蔑と失笑が入り混じったような薄笑いを浮かべて一堂を見渡すと、舌打ちをした。ゴルバチョフがホーネッカーを支持していないのは東ドイツの他の党幹部達の目にも明らかだった。
ゴルバチョフは人民議会での演説でも先に発表した新ベオグラード宣言の内容を繰り返し、各国の自主路線を容認する発言をしたのみで東ドイツ政府の支持には言及しなかった。
また前日の6日夜に行われたパレードでは、動員されたSEDの下部組織・自由ドイツ青年団（FDJ）の団員らが突如として、ホーネッカーら東側指導者の閲覧席に向かって「ゴルビー! 私たちを助けて」とシュプレヒコールを挙げるハプニングがあった。これを見たポーランド統一労働者党のミェチスワフ・ラコフスキ第一書記は、ゴルバチョフに若者たちの話している内容が理解できるか尋ねたところ、ゴルバチョフは「ドイツ語は良くは知らないが、分かるような気がする」と答えた。ラコフスキは「『ゴルバチョフ、我々を助けて』と懇願しているのですよ」と答えた後、次のようにゴルバチョフに教えた。
7日夜に共和国宮殿で行われた晩餐会の席でもゴルバチョフは、東ドイツを賛美し自画自賛するホーネッカーの乾杯の挨拶を聴きながらそのすぐ脇で手厳しく批判の言葉を述べていたという。ホーネッカーが自画自賛しているその時、共和国宮殿の周りではデモ隊が抗議集会を行っていた。ゴルバチョフは晩餐会が終わるとそのままシェーネフェルト空港へ直行し、そそくさと帰国してしまった。クレンツによれば、この時ゴルバチョフは周囲に居たSEDの党幹部達に「行動したまえ」と、暗にホーネッカーを退陣させるよう囁いたという。この日の夜、全体で547人が拘束された。

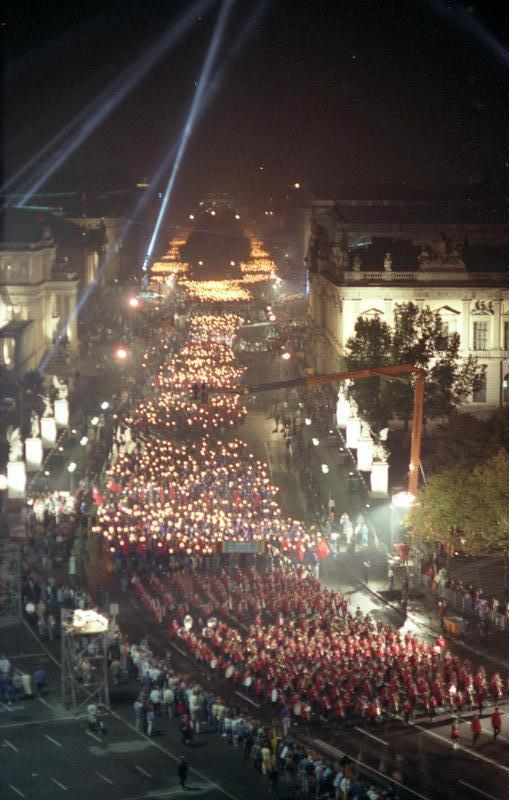
建国40周年を記念した自由ドイツ青年団によるパレード（1989年10月6日）
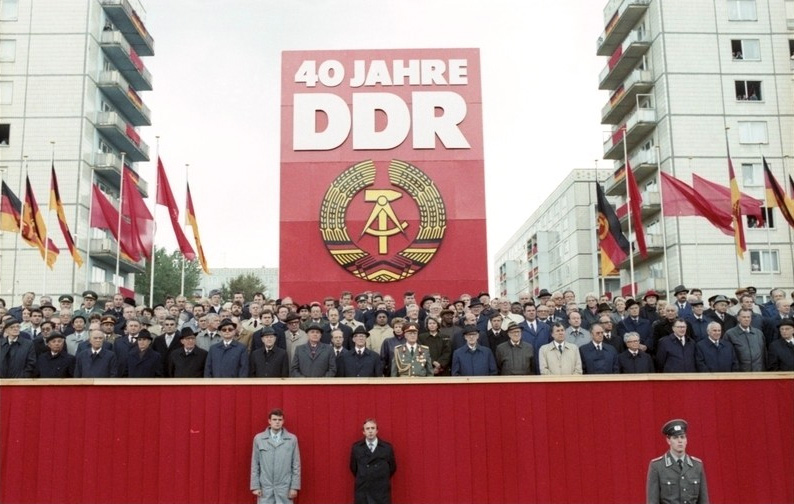
東ドイツ建国40周年式典に出席したホーネッカーやゴルバチョフら東側諸国の首脳陣（1989年10月7日）
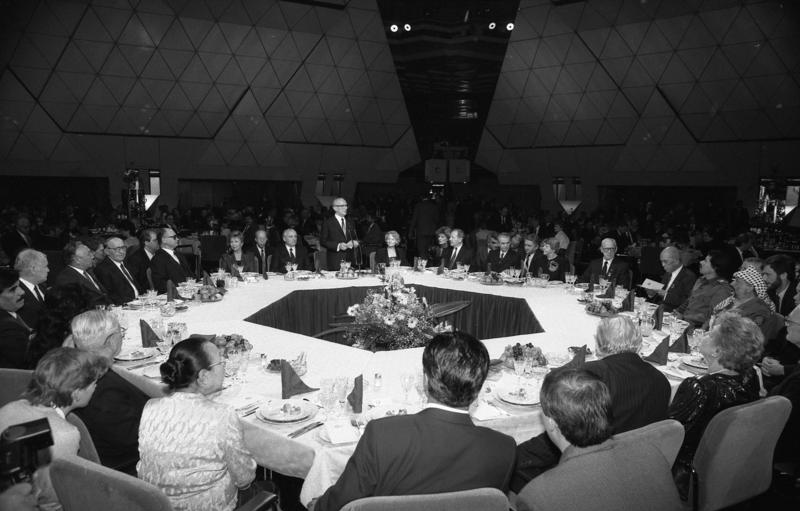
共和国宮殿で行われた建国40周年記念晩餐会で、東側諸国の首脳らを前に挨拶をするホーネッカー。これが彼にとって最後の晴れ舞台となった(1989年10月7日)
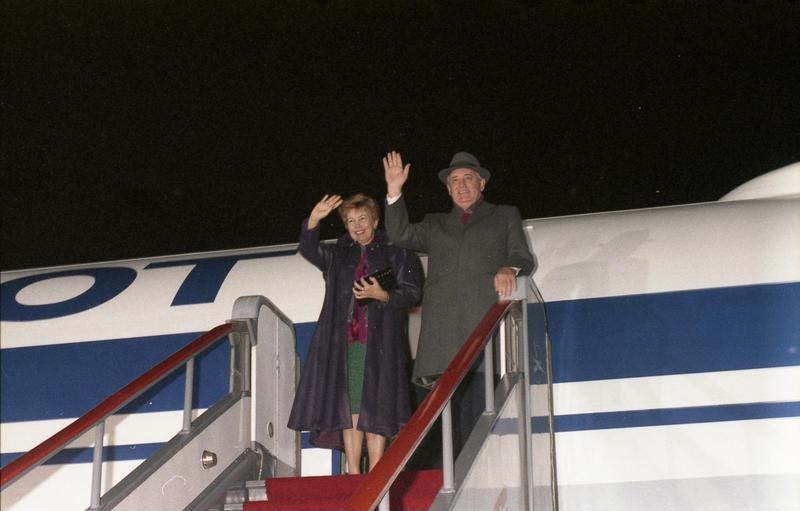
シェーネフェルト空港から帰途に就くゴルバチョフ夫妻（1989年10月7日）

### ホーネッカーの失脚
こうしてゴルバチョフに見捨てられ、忠実なはずの党の青年組織からも公の場で反目されたホーネッカーは、ドイツ社会主義統一党内での求心力も急速に失われ、党内のホーネッカー下ろしに弾みが付けられた形となった。
10月9日、ライプツィヒの月曜デモは7万人に膨れ上がり、市民が「我々が人民だ(Wir sind das Volk)」と政治改革を求める大規模なものとなった。ホーネッカーは軍事力を使って鎮圧しようとしたがライプツィヒ・ゲヴァントハウス管弦楽団指揮者のクルト・マズアらの反対に遭い、また期待していた在独ソ連軍が動かず失敗に終わった。この頃には、人民警察によるデモ参加者への暴行の様子が西側のメディアを通じて東西両ドイツの家庭で公然と見られるようになっていた。
こうした東ドイツ国内外での混乱が拡大すると、危機感を募らせた政権ナンバー2のエゴン・クレンツ（SED政治局員兼治安担当書記、国家評議会副議長）や党政治局員で党ベルリン地区委員会第一書記のギュンター・シャボフスキーらは、まず10月10日から11日にかけて行われた政治局会議でホーネッカーに迫って、今までの政治体制の誤りを事実上認める政治局声明を出させた。今までの自分の政治を否定される格好になったホーネッカーは、12日に中央委員会書記、全国の党地区委員会第一書記を集めた会議を招集し、自身への支持を取り付けて巻き返そうとした。しかし、ドレスデンでの混乱に直面したハンス・モドロウ（ドレスデン地区委第一書記）ら各地区の第一書記からホーネッカー批判の声が上がり、全くの逆効果に終わった。特にポツダム地区第一書記のギュンター・ヤーンはほとんどあからさまに退任を求めた。
勢いづいたクレンツ、シャボフスキーらはヴィリー・シュトフ閣僚評議会議長（首相）やソ連の指導部とも連絡を取り、密かにホーネッカーの追い落としを画策した。10月16日、ホーネッカーは再び月曜デモに対して武力鎮圧を主張したが、国家人民軍（東ドイツ軍）参謀総長のフリッツ・シュトレーレッツ大将（SED政治局員）は「軍は何もできません。すべて平和的に進行させましょう」と言ってホーネッカーの命令を拒否した。もはや軍も、ホーネッカーには従わなくなっていた。
10月17日 10時、社会主義統一党中央委員会の政治局会議 が始まった。いつものように議事を進行し始めたホーネッカーに対し、突如シュトフ首相はホーネッカーの書記長解任を中央委員会に提案するよう要求した。これにはホーネッカー以外の政治局員および政治局員候補の全員が賛成を表明し、ホーネッカーは自らの解任動議を可決せざるを得なかった。10月18日、中央委員会総会でホーネッカーは正式に退陣し、エゴン・クレンツが後任の書記長に選出された。そして10月24日に人民議会で国家評議会議長及び国防評議会議長にも選出された。しかしこの人民議会でそれまで全員一致が慣行であったのが、国家評議会議長で26票の反対、27票の保留、国防評議会議長で8票の反対、17票の保留があった。

### クレンツの驚き

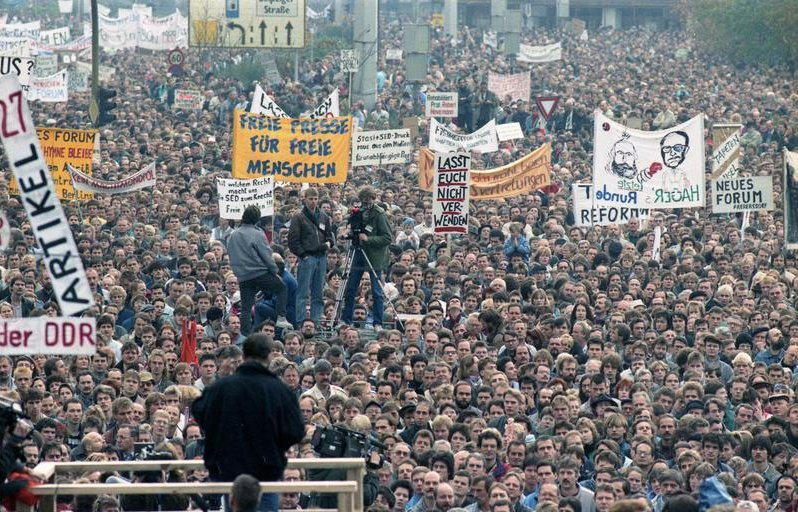
東ベルリンでの反政府デモ（1989年11月4日）

エゴン・クレンツ新書記長はホーネッカーが設立した自由ドイツ青年団議長を務めた人物で、ホーネッカーの子飼いの部下であり、この時にホーネッカーに反旗を翻したものの、国民はおろか社会主義統一党の党員達からでさえ信頼されていなかった。クレンツが直面したのはこの信頼性の欠如であった。5月の自治体選挙における不正の中心的責任者であり、市民デモへの警察の鎮圧の直接の責任者である治安担当書記であったためである。
しかも一党独裁制の枠の中で緩やかな改革を行おうと思っていたクレンツは、書記長に就任してすぐに驚くような報告を受けた。国家計画委員長ゲアハルト・シューラーから国家財政の破滅的な状況について知らされたのである。負債額は直近15年間に12倍に膨れ、年間100億マルクのペースで増えており、粉飾決算を繰り返して西側の融資を得ていた。これが明らかになれば東ドイツの評判は落ちると同時に、差し迫った問題としては次の利払いに充てる資金が無く、西ドイツからの短期融資の支援が必要であるとのことであった。破綻の危機は目前にまで迫っていたのである。
クレンツは11月1日にモスクワを訪問してゴルバチョフと会談、金融支援を懇請したが「我々は支援を提供できる立場にない。ソ連に支援を頼るべきでない」と固辞された。そしてデモで揺れる国内の情勢から「大衆デモが壁を突破しようとする可能性があり、警察が介入し一定の緊急事態も想定される」とクレンツが発言すると、ゴルバチョフは政治的恐喝と受け止め、「ソ連の軍事的支援を期待することはできない」「国民の大量出国と壁の問題はあなた方が解決すべき問題で、すぐに解決しなければあなた方に大変な問題が起こる」と返答、クレンツは何の成果もないままベルリンに戻った。
また、チェコスロバキアとの国境が11月1日、わずか3週間の閉鎖を経て再び開放され、3日に東ドイツとチェコ政府とで協定を結び、再びビザなしでの旅行を認めチェコと西ドイツ国境の開放を承認した。チェコスロバキア当局は身分証明書の提示しか求めなかったことから、再び膨大な数の東ドイツ市民がチェコ経由で西ドイツに脱出を始めた。このルートで僅か3日間で5万人以上が東ドイツを離れ、プラハの西ドイツ大使館に流れ込んだ。
11月4日に、首都の東ベルリンでもアレクサンダー広場で百万人以上が言論・集会の自由を求める大規模なデモが起こり、東ドイツ政府は根底から揺さぶられる事になった。もはや混乱は収拾が付かない状態に陥っており、クレンツ政権も十分に状況を把握できなくなっていた。

### 東ドイツの空洞化

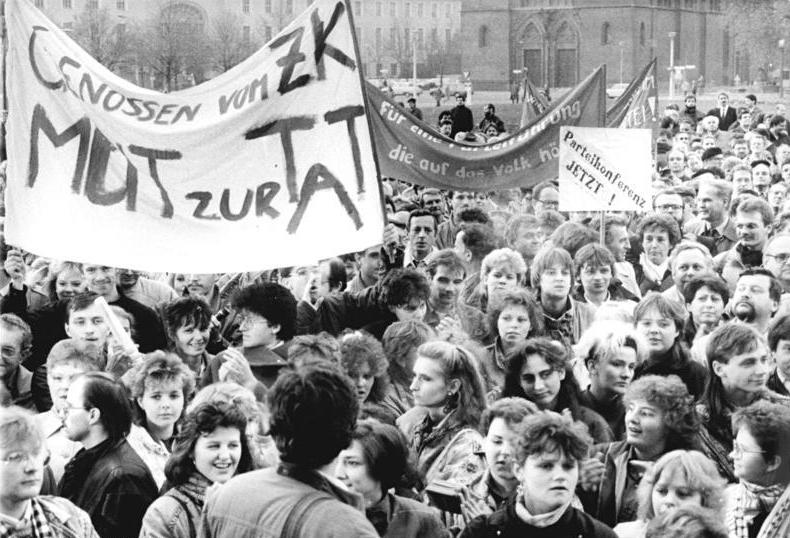
政治局員の行動を求めるデモ（1989年11月8日）

この年の11月までに東ドイツを離れた市民は約25万人に上り、労働者不足により残った市民の生活にも支障が生じるようになった。特に30歳未満の若者が大量に脱出しており、ライプチヒでは市内のバス運転手の半数が出国したため退職者が職場に復帰し、軍の兵士もバスの運転に動員された。
さらにトラックの運転手が国外に脱出したために食料品や生活必需品などの物流が滞って倉庫に山積みになっていた。鉄道もブレーキ係や配電盤担当、機関士まで出国したため運行に支障が生じた。
暖房や水道といった公共インフラも市の担当者が消えたため使い物にならず、医師や看護婦が大量に退職して閉鎖寸前に追い込まれる病院もあった。

### 「旅行許可に関する出国規制緩和」の政令作成

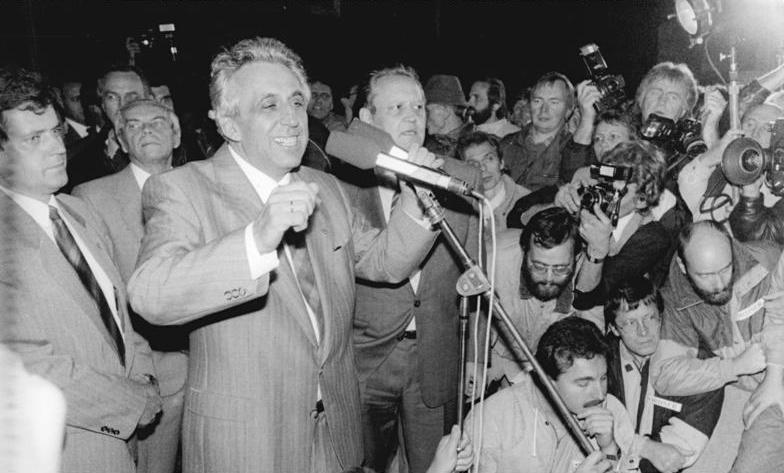
SEDの党員達にスピーチを行うクレンツ書記長（1989年11月8日）。クレンツの右にいるのがシャボフスキー。

11月6日、東ドイツ政府は新しい旅行法案を発表した。この法案では西側への旅行は許可されるとしたが、しかしそれは年間30日以内と限定された上に出国の際には相変らず国の許可を要することや「特別な社会的要請があった場合」には許可が取り消されるなど様々な留保条件が付けられていたため、翌7日に既にそれまでのように党の決定に対して従順では無くなっていた人民議会によって否決された。議会の否決を受けてクレンツ書記長らは新たに暫定規則（政令）で対処することにした。同日、政府閣僚は全員辞職した。
11月8日から開かれた党の中央委員会で政治局員もいったん全員が辞任し、ヴィリー・シュトフ首相やエーリッヒ・ミールケ国家保安相らの引退と改革派のハンス・モドロウらの政治局入りが決定し、ハンス・モドロウを後継の首相に任命することが決まった。
この後ようやくクレンツは、東ドイツ国内の世論に押される形で党と政府の分離、政治の民主化、集会・結社の自由化、市場原理の導入などの改革を表明した。しかしこの日から行われた中央委員会は混乱していた。出席者からは工場で怒った労働者が党に反抗し始めていることが報告され、さらに各地で起きているデモへの対応などを巡って中央委員会の出席者たちはお互いを非難し、罵り合うような状態であった。党は自己批判と相互告発の猛威にさらされて力を使い尽くしていた。

## 1989年11月9日
この日、前日からのドイツ社会主義統一党中央委員会第10回総会の混乱は続いていた。経済学者ゲアハルト・シューラー国家計画委員長によって東ドイツの財政が莫大な対外債務を抱えて破綻寸前になっていることが報告され、これまで東ドイツが社会主義国では一番の工業力・経済力を持っていると信じていた党員達は当惑と失望、ホーネッカーらに対する怒りの感情を抱いた。

### 旅行に関する政令の作成
この日までにクレンツ党書記長は恒久的出国（出典によって国外移住・永住出国・常時出国とも呼ばれている）を認める新しい政令を作成するように指示しており、この日の朝から内務省内に設けられた、内務省と国家保安省(シュタージ)の4人からなるこの作業チームで作業が進められていた。本件に関する目下の問題は、チェコのプラハに滞留している東ドイツ難民の処理であった。
当初の案は永住出国の希望者を対象としたもので、西ドイツの親類に会ったり、短い休暇を取ったりするために一時的な越境を希望する者は含まれていなかった。しかしこの作業チームの一人である内務省旅券局長ゲアハルト・ラウターが後に語ったところでは、永住出国は認めるが一時的な外国旅行は認めないという施策は、例えば西側に移り住むのはできるが普通に旅行することはできない（戻ってこない永住出国であれば認めるが、戻ってくる外国旅行であれば認めない）ことになり矛盾し整合性に欠けていて、現実的には不可能なものと考え直し、土壇場で規定が書き直された。手続きを簡略にして、個人的な旅行も申請さえすれば認めてその後の再入国もできるようにする、という結論であった。最終草案では壁の開放は宣言していないが、「パスポートとビザを有する者は誰でも東ドイツと西ドイツ及び西ベルリン間の国境検問所を通過して、永久にあるいは一時的に国を離れることができる」と述べて、そのために東ドイツ国民は出国許可を申請しなければならない、として国の一定の管理を担保するように考えられた案であり、壁の存在は自明のものとされていた。そして明日、11月10日金曜日に発効する、と草案は明記していた。
この新しい政令案は12時に中央委員会の会議に届いた。
15時過ぎ、クレンツは中央委員会で前日から続く非難の応酬戦を中断し、「旅行許可に関する出国規制緩和」の政令案を読み上げた。
クレンツは新しい旅行法を施行するまでの過渡的な規定として、この文書を読み上げ提案した。
この新しい政令について、作業チームが提出した文書には「旅券を所持している東ドイツの全ての人民は、いつでも、ベルリンを含むどこでも国境警備のチェックポイントを通って出国することを認めたビザを取得する権利を有する。旅券を持たない人民も出国の権利を付与する特別のスタンプを押した身分証明書を所持することができる」と書いてあった。そして中央委員会でクレンツは「11月10日から効力を発効する」「明日、11月10日に国境を開放する」と説明した。そして「東ドイツにとってプラスにならないあらゆることが第三国を通じて行われており、問題を解決するにはこれ以外の方法はない」と述べ、この時に「暫定的」の文言の削除とともにフリードリヒ・ディッケル内相から公表は内務省でなく、閣僚評議会から行うべきとの意見が出て、クレンツは「分かった。政府スポークスマンがそれを直ちに行うように、私は言う」と発言した。
この時点ではクレンツの想定では、旅行許可自体はそれまでと同じく役所への申請が必要であり、これで大量出国の問題について時間を稼ぎ鎮静化できるとの思惑であった。東ドイツ市民は誰でもベルリンの壁の検問所に行けば通行が認められる、などとは考えていなかった。この提案は「暫定的」の文言を削除したうえで、中央委員会の承認を受けた。

### 記者会見

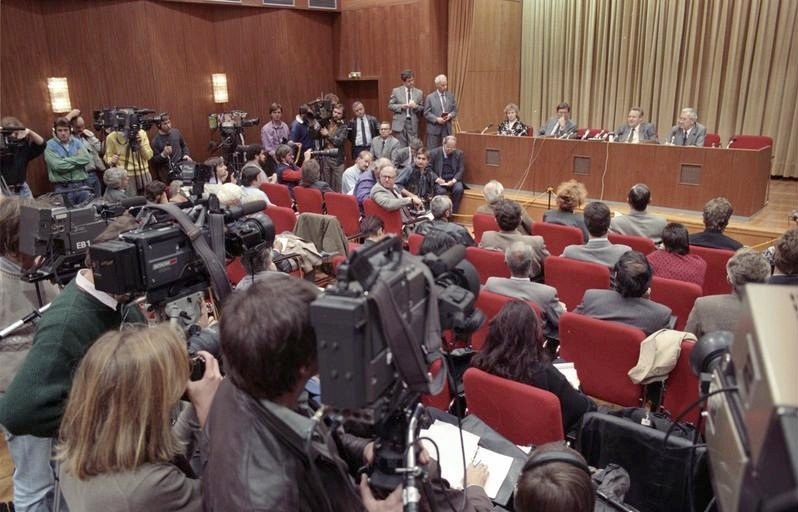
「旅行許可に関する出国規制緩和」を発表するシャボフスキー（1989年11月9日）

社会主義統一党中央委員会政治報道局長に就任したばかりのギュンター・シャボフスキーは、記者会見のためにクレンツの執務室に入った。この時にクレンツはシャボフスキーに政令文とプレスリリース用の文書を手渡して「これを持っていけよ。きっと役に立つから」と述べた。シャボフスキーはこの政令案の討議の最中、事務方との打ち合わせで委員会を複数回中座しており、この文書の仔細を把握していなかった。そのため、文書の「今から」が「明日11月10日から」を意味していることを知らず、またクレンツも文面についての細かい説明を行っていなかった。文書を受け取ったシャボフスキーは17時50分に中央委員会の席を離れて、すぐ近くのモーレン通りにある記者会見の会場(国際記者会館)に公用車で移動、18時から記者会見が始まったため、文書の内容を確認できていなかった。
この西側各国との記者会見は、ウルブリヒト時代から行われていたが、それはあくまで東ドイツのプロパガンダの場であった。新政権発足後はそれを改め、ほぼ毎日定例記者会見を行っており、さらにこの日からは中央委員会の内幕とそれに対する質問を許可することとなり、政権側も記者側も記者会見の進行に慣れていなかった。この西側各国との記者会見には400人の記者が出席しており、東ドイツ国営放送で生放送された。
この日の記者会見は、中央委員会での諸決定についての型通りの報告や行政改革や閣僚の交代などについての発表が続いた後、18時53分、イタリア国営通信ANSAのリッカルド・エールマン主席通信員が質問に立った。
上述のように、シャボフスキーは文書の内容を正確には把握していなかったが、さらに、政令案の通知文が既に記者達に配布済であると思い込んでいた。そのため、エールマンら記者にとってはシャボフスキーの回答が初耳であり、エールマンがその内容を問いただした。
ここでシャボフスキーはクレンツから渡された報道発表用の書類を取り出し、内容を読み上げた。
この政令案はこの日の中央委員会で承認されたが、まだ閣僚評議会（内閣）の閣議では決定されておらず、正式な政令ではなかった。本来この政令は、この記者会見よりも後のタイミングで閣議決定を行い、11月10日に発表し直ちに発効することになっており、シャボフスキーに渡された政令案の文書が10日に報道発表するための文書であったが、細かい事情を把握していなかったシャボフスキーは、すでに閣議決定されており、また公表もされているものと勘違いしていた。なお、実際に記者会見の後、政令は正式に閣議決定され、東ドイツ国営通信が政府報道官の発表として伝えている。
口頭で政令の内容を伝えた後、エールマンから発効のタイミングについての問いがあった。本来の発効日は翌10日であったが、シャボフスキーの手元の文書には発効期日は書かれていなかった。

この直後、アメリカNBC放送のトム・ブロコウ記者から「ベルリンの壁はどうなるのか」「西ベルリンに東ドイツ市民は行けるのか」との質問があった。シャボフスキーが文書を見ると、「西ドイツ及び西ベルリンへの越境は許可される」と書かれてあったため、「常時出国は東西ベルリン間を含む東西ドイツ間のどの国境検問所からでも行える」と答えて、質問に肯定する素振りを見せた。
これでシャボフスキーは「東ドイツ国民はベルリンの壁を含めて、すべての国境通過点から出国が認められる」と、勘違いで発表してしまったのである。「東ドイツの全ての国民が東ドイツの国境検問所を使って国を離れることを可能にする」「外国への個人旅行は現在のビザ要件を提示したり、旅行の必要性や家族関係を証明したりしなくても申請できます。旅行許可は短期間で発効されます」「遅滞なく発給するように指示されます」と述べた。

### マスメディアの報道
東ドイツでは言論統制で出版物や新聞・雑誌の発行及び西側からの持ち込みも禁止されていたが、唯一電波だけは防止することができなかった。東ドイツ領内の中心に位置するベルリンの西側から電波を発信しており、東ベルリン120万人が西ドイツ側のテレビ放送局であるドイツ公共放送連盟(ARD)と第2ドイツテレビ(ZDF)を視聴できた。このほか、西ベルリンを含む東西ドイツ国境沿いで8か所のテレビ塔を立てて東ドイツ国内に自国のテレビ番組が見られるように電波を飛ばしており、南東部のライプツィヒやドレスデン一帯には地上波は届かなかったが(その代わりパラボラアンテナで衛星放送が受信できた)、東ドイツの約7割近くが受信可能であった。
この11月9日夜の記者会見の模様は、東ドイツ国営テレビのニュース番組において生放送されていた。東ベルリンも西ベルリンのテレビ電波が受信できるので東西市民は互いのテレビ番組を視聴することが可能であった。
またラジオも同様であった。西ベルリン市内に中継局が存在する西ドイツのラジオ局の他、夜になると電離層反射で遠くイギリスやスウェーデンの放送も受信することができた。短波放送に至ってはアメリカ合衆国や日本のものさえ受信可能のケースがあった。
そして記者会見の様子を見ていた東西両ベルリン市民は戸惑い半信半疑となった。この発言が出た時、時刻は19時を少し回っていたが、それから4分後にロイター通信・ドイツ通信(DPA)・AP通信の各通信社は速報を出した。混乱してロイター通信とドイツ通信は『旅行に関する新しい取り決め』があった事実に重きを置いた打電であったが、AP通信は「境界が開かれる」と打電している。19時17分にZDFがニュース番組「ホイテ(今日)」で放送し、19時30分からの東ドイツ国営テレビのニュース番組「アクトゥエレ・カメラ(今日の映像)」では2番目にこのニュースを伝えた。どちらも「旅行に関して新しい規則ができた」と報じただけであった。
しかし19時41分にドイツ通信(DPA)は「西ドイツと西ベルリンへの境界が開いた」と打電し、そして20時に西ドイツのARDがニュース番組「ターゲスシャウ」で冒頭にアンカーマンのハンス＝ヨアヒム・フリードリッヒが「今日11月9日が歴史的な日となりました。東ドイツが国境を開放すると宣言しました」と報道した。またほぼ同時刻に、記者会見の場で質問に立ったアメリカNBCのトム・ブロコウ記者が、ブランデンブルク門の所にある検問所付近の壁を前にして「これは歴史的な夜です。東ドイツ政府がたった今、壁の向こうへ通行できると宣言しました。何の制限も無しです」とNBC放送の電波に乗せて全米にレポートした。

### 国境検問所
東西ベルリン間の国境検問所は、ボルンホルム通り・ショセー通り・インヴァリーデン通り・フリードリッヒ通り・ハインリッヒハイネ通り・オーバーバウム橋・ゾンネンアレーの7カ所あったが、やがて検問所の前に市民が集まり、通過しようとする市民と政府から何も指示されていない国境警備隊との間でこの記者会見でのシャボフスキーの発表を巡りトラブルが起きた。西側でも、「旅行が自由化される」というニュースに驚いた市民が殺到していた。
国境警備隊は指令を受け取っておらず、隊員は報道も知らなかったためにすぐに対応はできなかった。当時、各検問所は保安上の理由（集団亡命の抑止）により保安所同士の横の連絡はできないようになっており、業務上の連絡は必ず上部機関の指示に従うことになっていたが、指示をすべき上部機関が内務省から何も指示が無く対応方針が出せなかったため、各検問所は総体として何が起こっているのか全く把握できなかった。結局、現場の責任者の判断でそれぞれ独自に対応することになり、最終的になし崩し的にゲートが解放されるに至った。

#### 19時
記者会見の様子がテレビで放映されるとまもなく、検問所付近に多くの東西ベルリン市民が集まり始めた。
この時、ベルリン北部のボルンホルム通りの検問所のパスポート審査官
のハラルト・イエーガー司令官 はシュタージにも所属していたことがあるが、たまたまこの日は朝6時から勤務に入り、24時間の勤務体制で、夕方6時から検問所の近くの食堂で夕食を食べていた時にシャボフスキーによる旅行及び国外移住(恒久的出国)の自由化の発表を耳にして仰天した。イエーガーはシャボフスキーの発言を聞いて急ぎ検問所に戻った。イエーガーが戻った19時15分には、この時点で既に市民10人が集まっていた。すぐに上官に電話で問合せると、その上官は「これまでの人生でこんな馬鹿な話は聞いたことがない」と言い、「少し待て。何もしないで待て」との返事であった。電話を終えて外へ検問所の前に行くと、50～100人に増えていた。まだ19時30分を回った時点であり、まだ7カ所の国境検問所付近を合わせても数百人単位であった。
フリードリッヒ通りの通称チェックポイント・チャーリーの東側に勤務するギュンター・モル 司令官 は、夕方に勤務を終えて自宅に戻り、夕食を食べながらテレビでシャボフスキーの発表を聞いたが、冷静に考えて然るべき手順を踏んで法的に解決した後に翌日か翌々日に指示があると思った。そして特に急ぐ必要はないと考えた。19時30分に検問所からすぐ西側の喫茶店のウエートレスと男性1人が境界線を越えて警備兵に「一緒に飲もう」と誘い、断ったので西へ戻ったと報告があった。彼はまだ深刻な状況とは思われなかったのである。一方、チェックポイント・チャーリーの西側の警備責任者のバーニー・ゴデック米軍少佐は、勤務を終えてダーレム地区にある自宅で夕食中に、地元のメディアが検問所に集まってきている、東側が国境を開くらしいと部下から電話で連絡を受け、上司の政治・軍事担当顧問官のジョン・グレートハウス大佐と共に検問所に向かった。
イギリス軍憲兵隊のクリス・トフト軍曹(36歳)は、この時オリンピックスタジアム の英軍兵舎の中央管制室にいたが、19時42分に上司のワトソン大佐から電話があり、BBCワールドサービスが東側が国境を開くと報道しているとの連絡であった。急ぎ通訳を使って東ベルリンの警察に問い合わせると「分からない」という返事だったため、市当局に問い合わせると「夜半に開かれる」との返事があった。トフトは西ベルリン駐在のイギリス憲兵隊全部隊に東ドイツ人の西ドイツへの渡航が解除された旨通達した。そしてこの時にデスクの上で記録用紙として使っていた罫紙に『1942(19時42分)ワトソン大佐から電話あり。BBCの報道で東ドイツ人の西への渡航制限が解除されるとのこと。全部隊に通達。』と記した。。トフト軍曹は、その後この持ち場を離れず、無線から聞こえてくる声に耳そばだてて、チェックポイント・チャーリーの動きを見ていた。

#### 20時
ボルンホルム通りの検問所の外の群衆は20時には数百人に膨れ上がっていった。この時に東側の多くの市民が見る西ドイツのテレビ局ARDのニュースで、国境が開かれると報じたと伝えられた。イエーガーは再び上官に電話した。上官は新しい指示がないので群衆を帰らせた方がいいとの返事であった。西側のテレビ局でこの時サッカーの試合を中継をしていた局があったが、この中継にニュース速報が入った。「壁が開き、数千人が検問所を目指して行進している。」との報道であった。東でも西でも、人々が動き始めていた。
ボルンホルム通りの検問所は、ベルリンの中心に位置するチェックポイント・チャーリーとは周囲の事情が違い、7つの検問所の中で最も北に位置して、広大な住宅地帯からすぐに歩いて来られる場所であり、高いアパートの建物からは眼下に見下ろせる検問所であった。20時30分を過ぎる頃には数百人が数千人に増大していた。警察官が来て市民に立ち去るように求め、まず警察署に行って海外旅行に必要な書類を申請するように説明した。一部の市民は言われたとおりに警察署に出向いたが、警察署側も政令に基づいた対応の準備ができておらず、窓口で要領を得ない返事しかできなかったため、市民は立腹して検問所に戻ってきた。イエーガーはほぼ20分おきに上官に電話して指示を仰いだが返事は同じで「新しい指示はない。じっと待機していろ」であった。
一方、ベルリン市の中央部にあるチェックポイント・チャーリーでは地下鉄の駅に近いため群衆が続々と集まっていた。但し、これは西ベルリンの市民であり、ここでは東側よりも西側の市民が多数押しかけて、ボルンホルム通りの検問所とは違い、西側市民が境界線を越えようとしたりした。20時に検問所の東側出入り口の前には数人が立っていた。
この検問所は西側の軍関係者がノーチェックで通過できるただ一つの検問所であり、また西ベルリン駐在の米英仏の3ヵ国の軍は4ヵ国協定で東ベルリンへのパトロールが認められており（フラッグパトロール）、この夜もアメリカ軍将校は事態把握のため東ベルリンにチェックポイント・チャーリーを通って巡回していた。したがって東側市民のこの一帯への立ち入り規制は厳しく、無断で少し入っただけで「国境地帯への不法侵入」として刑事犯罪に問われかねない「外国人専用」の検問所であった。そのため東側出入り口付近は数人程度であったが、監視塔からは見えないが、脇道や路地に次第に集まり、既に数百人が検問所の遠くで待機していた。そこからは恐怖のためそれ以上近づこうとはしなかった。この間にモルは国境警備兵60人の追加を本部に自宅から要請していた。そして間もなく追加の警備兵が到着したが彼らが武装していることに、西側から監視していたグレートハウス大佐は何があるのか見当もつかず状況が悪化する可能性があると感じていた。

#### 21時
ボルンホルム通りの検問所の群衆は、21時を過ぎた頃には数千人が数万人になった。車列の最後尾は検問所から数百メートル離れた幹線道路シェーンハウザー・アレーに達し、その通りに至る脇道も車がぎっしり詰まっていた。イエーガーは16、17人の警備体制では無理と判断して応援の人員を求め、50人が追加された。多数の群衆が押し寄せてきたことで国境警備隊員は全く不意打ちをくらい、数時間の間に突然戒厳令下にいる感じになった。「シャボフスキーが言ったのだから」と詰め寄る群衆に規則ではビザとパスポートが要るのだから出直すように言ったが、検問所に集まってきた市民は「ゲートを開けろ、ゲートを開けろ、壁を撤去しろ」と叫びだした。
ようやく上官から、「大声を上げる市民から国外退去させろ」として、身分証明書の写真に特殊印を押印して通過させる命令が下された。この押印によって東ドイツの市民権が剥奪され、いったん出国したら二度と再入国できない措置であったが、この特殊印が身分証明書の無効を示すことを市民は知らなかった。またイエーガーは通行を許した者のリストを保管しておくことも命じられた。21時20分ごろ、イエーガーはパスポート審査所3カ所に再開を命じた。待っていた市民はわれ先に窓口に殺到し、一列に並んで押印を受け、検問所を出た。この間に250～300人を通過させたが、さらにその背後には数千人の殺気立った市民が検問所を圧迫していた（なお直後の検問所完全開放に伴い特殊印のチェックを取りやめたため、このとき身分証明書に特殊印が押された市民もそのまま東ベルリンに戻ることができた）。
チェックポイント・チャーリーの東側の警備責任者であるギュンター・モル司令官はまだ自宅にいた。しかし21時30分頃に再び検問所から電話があり、西側に100人ほど集まって警備兵に東側の市民を通してやれと懇願しているとの報告であった。モルは検問所に戻ることとした。そして戻る途中に検問所に着く手前で、東ドイツの国民車であるトラバントやヴァルトブルクの車がぎっしり検問所まで並んでいるのを見て驚いた。脇道や路地でじっとしていた人々がやがて検問所の前に現れてきた。

#### 22時

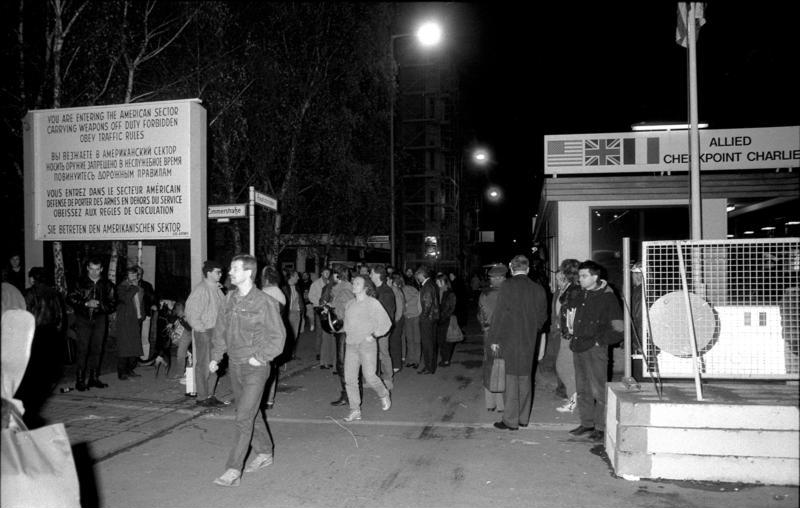
チェックポイント・チャーリーから西ベルリンに入る東ベルリン市民（1989年11月10日）

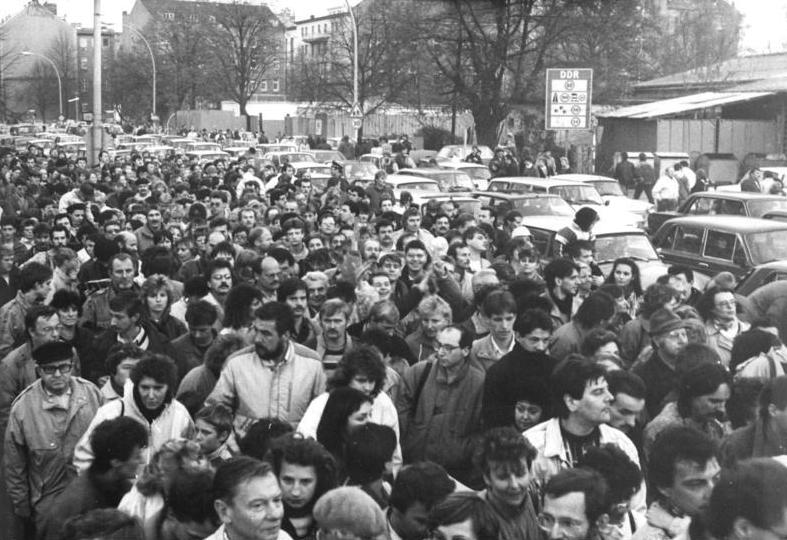
東西ベルリンの検問所に詰めかけた東ベルリン市民（1989年11月10日）

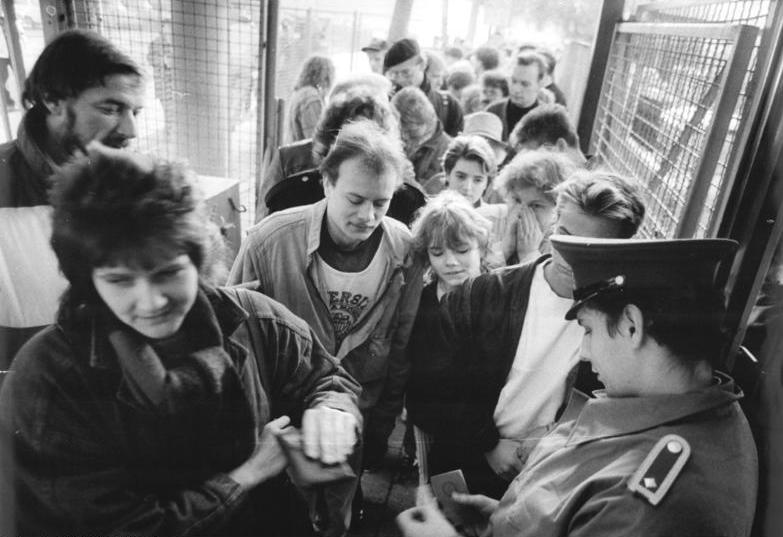
東ドイツ市民の許可証を確認する東ドイツ国境警備隊（1989年11月10日）

ギュンター・モル司令官は22時過ぎにチェックポイント・チャーリーに戻ってきた。モルはまず警備兵3～4人を伴って西側に行き、集まっていた西側市民250人ほどの人々に「新しい規則はまだ存在しない」と説明した。「反対側では地下鉄の駅から人がどんどん集まっていた。私は予備兵を使い群衆を押し戻させた。」皮肉にもチェックポイント・チャーリーでは東側の警備担当者が西側の市民の越境に神経を尖らせていたのだった。それから監視塔に戻り国境警備隊本部にいる上官に電話して「新しい規則」について尋ねた。しかし返事は「無い」であった。そして東側の人数も次第に膨れ上がった。さして多くはない国境警備隊では太刀打ちできなかった。モルは何度も司令部に電話したが、現場に居ない上官は待機命令を出すだけ で、責任逃れに終始したため責任を押しつけられた現場の警備隊は板挟みに陥り、対応に困り果てた。事態収拾の策は無かった。モルはこの時点で東側の群衆を70～100人と見積もった。
アメリカ軍は西側に集まった西ベルリン市民を2000人と見積もった。グレートハウス大佐は東側で何が起こっているのか情報収集するために、車を出して東側に入った。そして30分間の東側巡回を終えて西側に戻ってきた。アメリカ軍の監視小屋にアメリカ本国のテレビやラジオ局及びカナダやオーストラリアからの取材の電話がひっきりなしに掛かってきた。ゴデック少佐は、検問所付近で雰囲気が最悪となり国境警備兵と揉み合いになるのではないか、群衆が東から西へ越境を試みた場合に検問所を閉鎖するのではないか、とこの事態を憂慮し始めた。閉鎖という事態になればそれは明らかな4ヵ国協定違反であり、ゴデックはソ連軍の士官を探した。
22時頃にチェックポイント・チャーリーの西側では西ベルリン市民60～70人が検問所の前の白線を超えて前に進んだ。これは明確に「東側への侵入」であり、1961年10月22日の「チェックポイント・チャーリーの対決」ではこの白線を超えたことで揉めた歴史があった。住宅地の近くであったボルンホルム通りと違い、チェックポイント・チャーリーではむしろ西側の住民の方が動きが活発であった。そして22時35分にも約100人が白線を超えたが、警備兵に押し戻された。
ボルンホルム通りの検問所でイエーガーは本部に電話で全員の通過許可の要請を出した。しかし一向に埒が明かない態度に業を煮やし、「信じていただけないなら、この受話器を窓から外に出しますから、騒ぎをご自分でお聞きください。」と言って、窓から外に受話器を出した。再び受話器を耳に当てるとすでに切れていた。
チェックポイント・チャーリーの東側ではモル司令官が検問所の前に来て、群衆をなだめようとした。22時30分でこの時に東側の出入り口には東側市民が2000～3000人に膨れ上がっていた。モルは後に「こんな状態はいつまでも続かない。必ず何かが起こる。もう群衆を抑えきれない。そんなことは不可能だ。」と思ったと語っている。実際、警備隊の隊員は壁の手前まで後退し、群衆の前から引き下がっていた。これを見てアメリカ軍のゴデック少佐は驚いた。それまで国境警備隊は群衆に向かっていったもので引き下がったりはしなかったのだ。
この時に西側からアメリカ軍の軍曹が東側へパトロールに向かい、東側市民が黙々と待っていて検問所に足を踏み入れていない光景を目にした。またこの時に逆に西側にパトロールに行ったソ連軍の軍用車が東側に戻ってきた際に、東ベルリン市民がソ連車を揺さぶっているところを目撃した。西側の軍関係者はこれはかなり異常な状態であることを感じていた。そして23時頃に西側の市民が国境警備兵の制止を無視して、一塊になって壁に上り始めた。

### 国境ゲートの開放
22時30分頃、ボルンホルム通りの検問所には2万を超える群衆が詰めかけていた。イエーガーは、何をしたらいいのか確信が持てなかった。ここまでに検問所の中で「我々はどうすべきか討論を続けていた。」「状況は緊迫していた。我々はにっちもさっちも行かなかった。流血沙汰を避けることばかりを考えていた」そしてもう他に選択肢はないと考えた。しかし何度も上官に指令を仰いだが「待て」と言われるばかりであった。再び電話して「もう全員を通行させなければなりません」と言うと上官は「指示は分かっているだろう。言われたことだけをすればいい」と言った。興奮状態下での市民の暴走や圧死による群集事故の発生を恐れたイエーガーは上官に「これ以上検問所を維持することはできない」と伝え、彼は「もう持ちこたえられない。検問所を解放しなければならない。牽制をやめ、こちらへの通行を許可する。」として「全てを開けろ」と命令した。22時45分だった。ほぼ同時にゾンネンアレーとインヴァリーデン通りの検問所も開かれ始めた。
こうして、ついに東西ベルリンの国境は開放され、ベルリンの壁はここにおいて政治的意味で崩壊した。
オリンピックスタジアムの英軍兵舎の中央管制室にいるイギリス軍憲兵隊のクリス・トフト軍曹は、パトロール中のジープから聞こえてくる興奮した様子に、彼自信も興奮を感じていた。罫紙にこう記した。『2325(23時25分)、検問所の東側に大集団が、西側も集団が形成されつつある。』。
23時35分にハインリッヒ・ハイネ通りの検問所が開放され、23時40分にオーバーバウムとショセー通りの検問所が開放され、そしてほぼ24時の日付が変わる頃にチェックポイント・チャーリーでも、ギュンター・モル司令官が同じ決断を下し、監視塔から窓口のパスポート審査官のところへ行き、シュタージの最も地位の高い将校に「私は境界を開放するつもりです。」と伝えた。パスポート審査官は「分かりました」とそれだけ言った。モルは歩行者用ゲートまで行き、「開けろ」と命じた。アメリカ軍のゴデック大佐は西側から注視しながら東側の道路から群衆が近づき、検問所の東側ゲートを通過し税関エリアに入ったことをこの時に確認した。
イギリス軍憲兵隊のクリス・トフト軍曹は無線機から聞こえてくる音声でこう記した。『2359（23時59分）検問所で東ドイツ人が小集団を形成。東ドイツ国境警備兵が約20人いる。』。
11月10日0時2分頃に東側の警察が全検問所の開放を発表、全ての国境警備隊員1万2000名に撤収命令が下された。この夜はお祭り騒ぎとなった。
0時15分、東ドイツの青年グループが西側の人々と合流してブランデンブルク門の前の壁に上って一緒に踊った。これより先に西ベルリン市民数十人が上り東側警備兵をからかい始めていた。
イギリス軍のクリス・トフト軍曹は、無線機から音声が流れて、彼はこう記した。『0028（0時28分）、東ドイツ人が西側に越境しつつある。』。『0050（0時50分） チェックポイント・チャーリーにて車両は通行不能。』。

### 政府関係者の動き
- クレンツ社会主義統一党書記長・国家評議会議長

クレンツ書記長は党本部の執務室にいた。ここで市内7カ所ある国境検問所すべてが群衆に囲まれているという報告を受けた。クレンツはこの群衆を押しとどめるのはもはや無理であると感じていた。
- シャボフスキー社会主義統一党中央委員会政治局員・党ベルリン地区委員会第一書記

シャボフスキーは記者会見後にベルリン郊外のヴァンドリッツにいた。21時にベルリン地区指導部の幹部から電話を受けて、まだ国境検問所が開かれていないことを聞かされて、急ぎボルンホルム通りへ車で向かった。しかし通りが車で溢れかえって検問所に着くことができず、代わりにハインリッヒ・ハイネ通りに向かった。シャボフスキーが検問所に到着した時には、すでに国境ゲートが開いた後だった。
国境検問所の混乱で現場指揮官から内務省に電話連絡し、組織の幹部が政治局のメンバーに連絡を試みたが誰とも連絡がつかなかった。ディッケル内相は、これまでの方針に合致しない新しい指令を独断で出すことは考えていなかった。そしてその新規則の草案を作成し施行する責任者であった出入国管理局の局長はこの夜に劇場に行って、22時30分頃に自宅に戻り、国境検問所が一触即発の事態になっていることを初めて知って、あちこちに電話を掛けたが、やはり連絡がつかなかった。郊外に行っていたシャボフスキーも検問所に急ぎ向かったがこの間にクレンツとの連絡は取れていなかった。中央委員・執行部のメンバーが大幅に交代した直後で、国内の体制も弱体化していた。
- コール首相(西ドイツ)

コール首相はこの時、ポーランドのワルシャワを訪問していて、マゾビエツキ首相と自主管理労組「連帯」のワレサ議長と会談した後に、東西ベルリンの境界が開放されるとの一報に接して、ヤルゼルスキ大統領との会談を急遽キャンセルして、同行していたハンス・ディートリヒ・ゲンシャー外相をワルシャワに残し、いったんハンブルクへ西ドイツ連邦軍機で飛び、ここで急遽用意されたアメリカ空軍の小型機で西ベルリンに入った。東西ドイツが統一される翌1990年まで、米英仏の共同管理下にあった西ベルリンには西ドイツの民間機でさえ入れなかったのである。コール首相は翌10日朝に西ベルリンに入った。
- モンパー西ベルリン市長(西ドイツ)

ヴァルター・モンパー市長は、国境開放後にインヴァリーデン通りに立ち、感激にむせぶ多数の市民にマイクで挨拶し、市長自身も興奮して「我々は今、世界で一番幸せな民族だ」と叫んだ。
- ブラント社会民主党名誉党首(西ドイツ)

壁が建設された1961年当時の西ベルリン市長で、後に西ドイツ首相となり、在任中に東方外交を展開して東西の緊張緩和に貢献したヴィリー・ブラントは、この時は西ベルリンには住まずウンケル市に在住でこの年に76歳となった。そしてこの日に新築の家に引っ越し、疲労困憊の体で早めに床に就いた。翌日の早朝に電話で事態を知り、急ぎイギリスの軍用機に乗って西ベルリンに向かった。
- ゴルバチョフ書記長(ソビエト連邦)

ゴルバチョフ書記長は、翌日の朝まで何も知らされていなかった。在ベルリンソ連大使のコチェマソフにも、この夜の記者発表の内容は事前に知らされていない。コチェマソフ大使は記者会見の内容を知ってから急ぎゴルバチョフとシェワルナゼ外相に電話をかけたが二人とも忙しいとの返事であったという。つい1週間前にクレンツがモスクワに訪問しており、その際のゴルバチョフとの会談でこの問題を討議したか、或いは直通回線で話し合ったのだと大使は理解して、ベルリンでの事態の推移をテレビでただ眺めていただけで誰もモスクワに伝えていなかった。10日5時（モスクワ時間7時）に本省の当局者から「そっちの壁で何が起きたんだ」との電話で初めて伝えた。側近によれば、ゴルバチョフはこのニュースを初めて知らされた時、驚くほど落ち着いていたという。

### 西ドイツ国会での国歌斉唱
西ドイツの首都ボンでは、この夜はドイツ連邦議会が結社振興法に関する定例審議の最中であったが、20時20分に議員にこのニュースが伝わると審議は中断された。このニュースに接したザイター首相府長官はワルシャワを訪問中のコール首相に急いで電話を入れた。
20時46分に本会議が再開され、首相府、社会民主党、キリスト教民主・社会同盟、緑の党、自由民主党の各党が次々と演壇に立って発言し、特に最後の自由民主党のミシュニック議員団長は「今日という日は大きな希望の日であり、東ドイツの人々にとっては喜びの日である。」と語った。そしてミシュニックの発言が終わるとキリスト教民主・社会同盟の何人かの議員が突然立ち上がり、「ドイツの祖国に統一、権利、自由を」というドイツ国歌の三番を歌い始め、やがて他の会派の議員も歌い始めた。議事録には「出席者は立ち上がり、国歌を歌う」とあった。突然の信じられない一報に泡を食った議員たちは思い思いの音程で歌った。

## 壁の崩壊

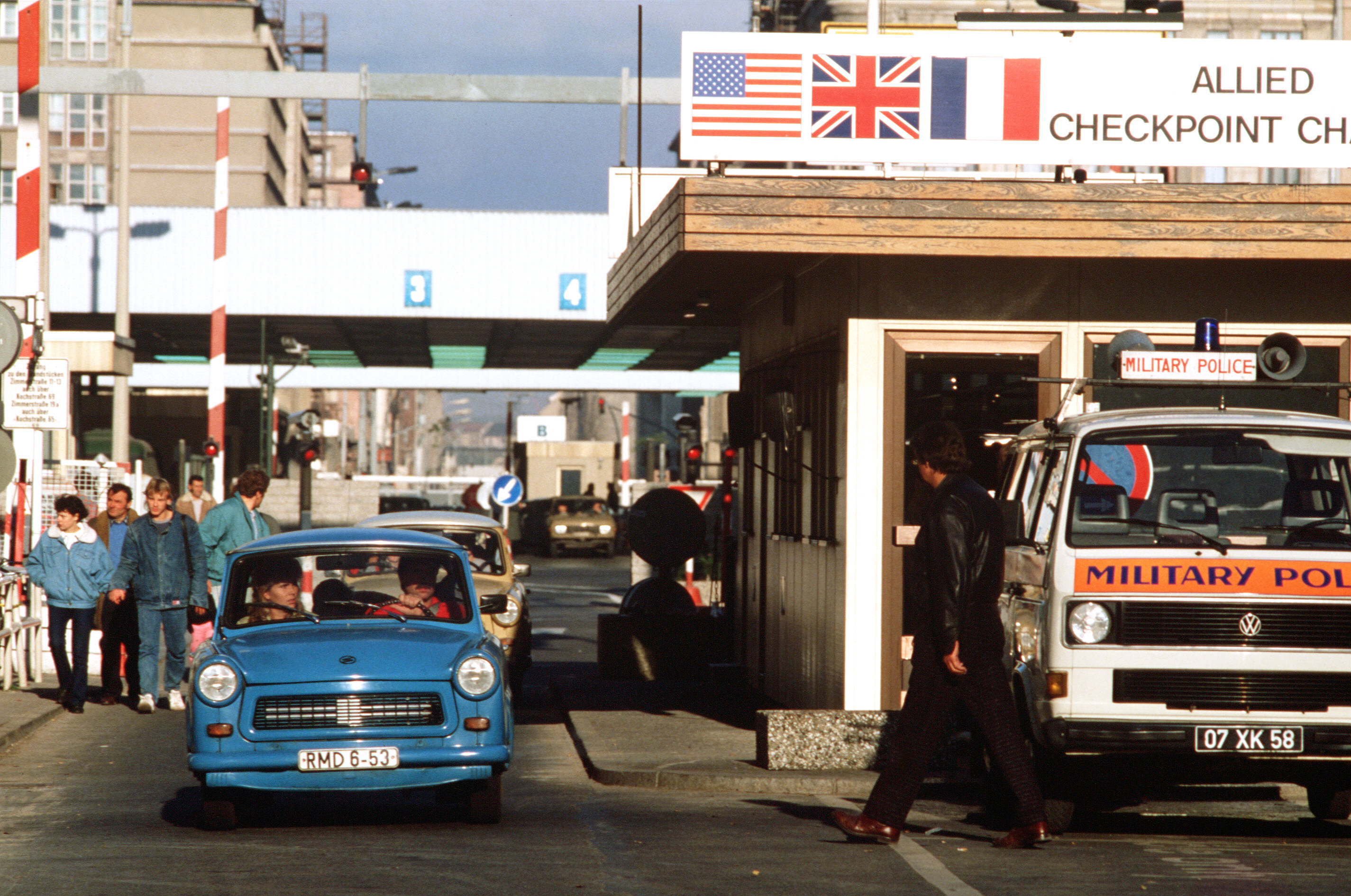
チェックポイント・チャーリーを検問なく越えるトラバントと歩行者（1989年11月14日）

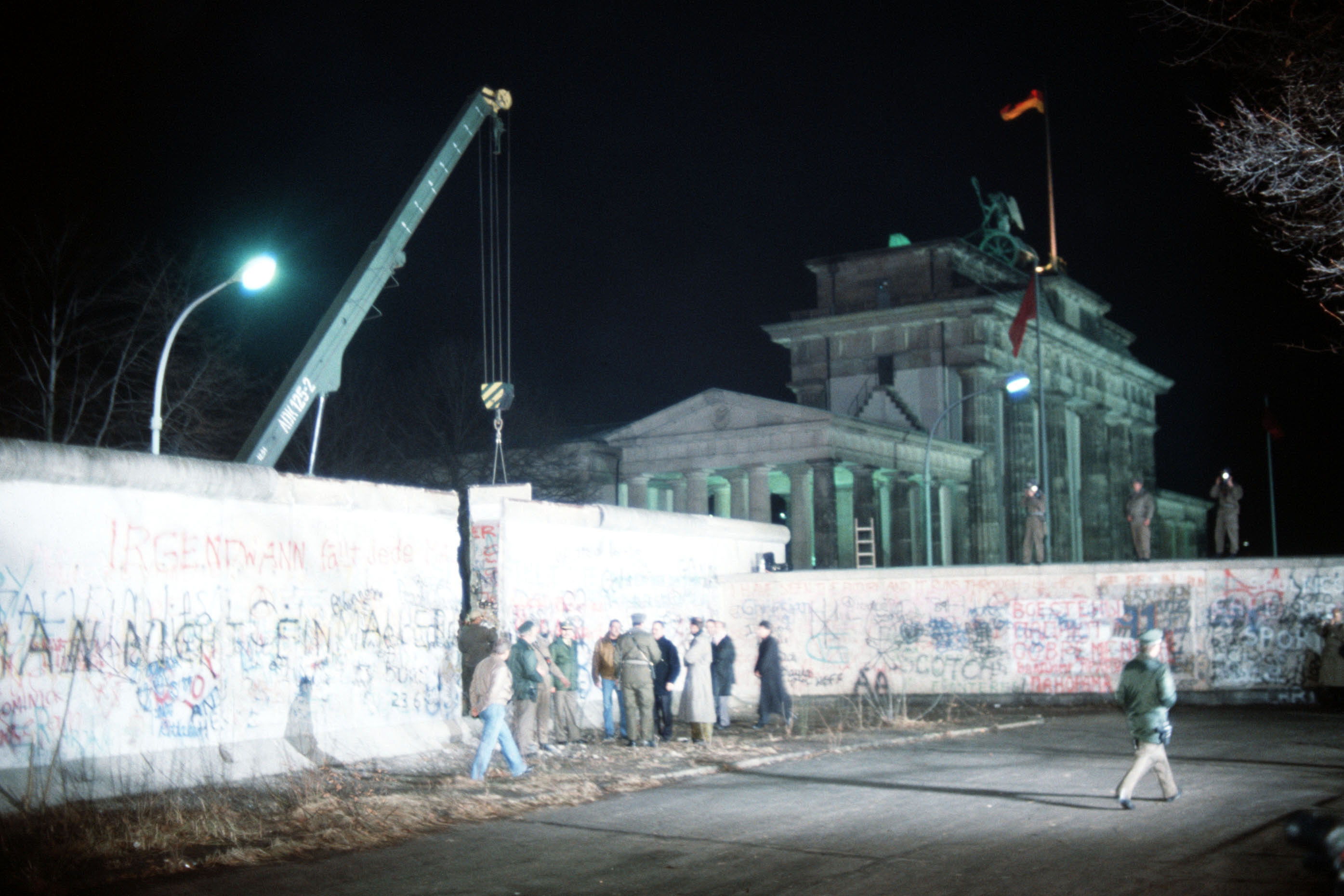
クレーンによって撤去されるベルリンの壁（1989年12月21日）

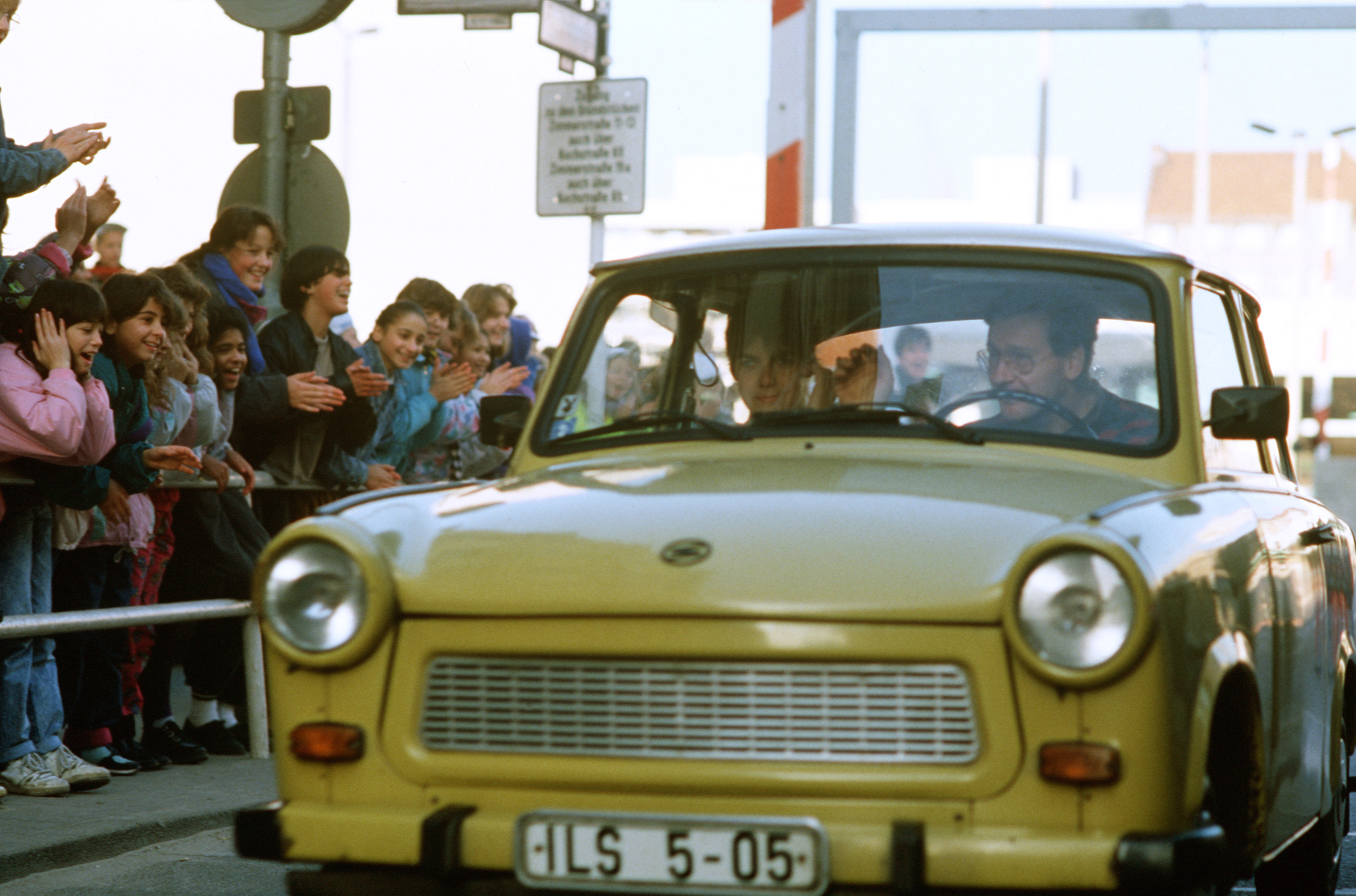
検問所を越えるトラバントと歓迎する西ベルリン市民（1989年11月14日）

本来の政令はあくまでも「旅行許可の規制緩和」がその内容であって、東ベルリンから西ベルリンに行くには正規の許可証が必要であった。東ドイツ国営テレビは繰り返し「旅行には申請が必要です」と放送していたが、それを顧みる者はいなかった。
混乱の中で東側、西側の検問所ともに許可証の所持は全く確認されることがなかったため、許可証を持たない東ドイツ市民は歓喜の中、大量に徒歩や東ドイツの国民車であるトラバント、ヴァルトブルクなどで西ベルリンに雪崩れ込んだ。西ベルリンの市民も騒ぎを聞いて歴史的瞬間を見ようとゲート付近に集まっており、祝いの花や酒を片手に抱き合ったり、一緒に踊ったりあり合わせの紙吹雪をまき散らしたり、壁の周辺で歓迎の歌を歌うなど東ベルリン群衆を西ベルリン群衆が歓迎する様子が各所でみられた。
またアメリカやイギリスのみならず、世界各国から集まったテレビカメラがこの状況を「ニュース速報」で世界中に伝えた。この大騒ぎはそれから三日三晩続いた。

### 壁の撤去
ベルリンの壁は、「冷戦」「越えられない物」「変えられない物」の象徴だった。それが数時間後の11月10日未明になると、どこからともなくハンマーやつるはし、ショベルカーが持ち出され、「ベルリン市民」はそれらで自主的に壁の破壊を始めた。それらは部分的ではあったが、方々で勝手に破壊されていった。こうして1961年8月13日に建設が始まった「ベルリンの壁」は、建設開始から28年後の1989年11月10日、ついに一部ではあるが破壊された。
壁は東側によって建設された東側の「所有物」であり、東側からは壁を壊す許可は一切出されていない。むしろ11日には倒された壁を元の通り立て戻す作業を国境警備隊が行っていた。しかし数日後からは東側によって、重機などを用いて正式に壁の撤去作業が始まり、東西通行の自由の便宜が計られるようになった。それは全ての撤去ではなく、正式に解体作業が始まったのは翌年1990年6月13日からである。

### 国境の撤去
この後東西ベルリンの境界だけでなく、東ドイツと西ドイツの間の壁や有刺鉄線で閉ざされたドイツ国内国境線も開放されることとなった。世界各国で高い評価を受けるポルシェやBMW、メルセデス・ベンツやフォルクスワーゲンを自国に擁する西ドイツ国民から見ると、時代遅れな東ドイツ製のトラバントやヴァルトブルクに乗った東ドイツ国民が相次いで国境を越え西ドイツに入ってきた。
西ドイツ国民は国境のゲート付近で彼らを拍手と歓声で迎え、中には彼ら一人一人に花束をプレゼントする者まで現れた。こうした国境線にも越境を阻止する壁や有刺鉄線などが張られていたが、これらも間もなく壁と同じく東西ドイツの軍や警官の手によって速やかに撤去された。東ドイツ国民が乗っていたトラバントは、それから長くの間東西ドイツ融合の象徴として扱われることとなった。

## 壁崩壊の影響

### ドイツ社会主義統一党（SED）の終焉

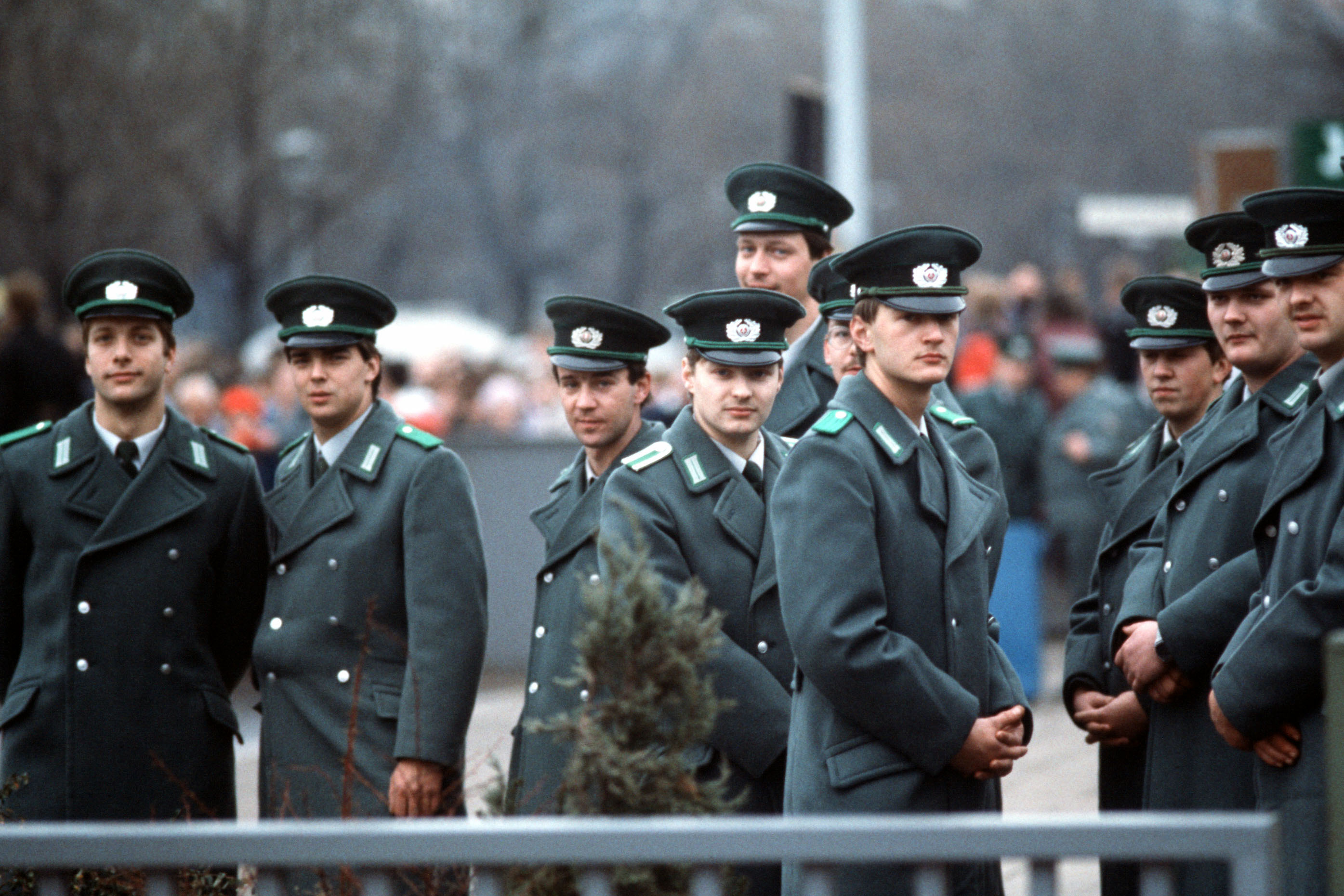
ブランデンブルグ門公式開放の警備を行う東ドイツ警察（1989年12月22日）

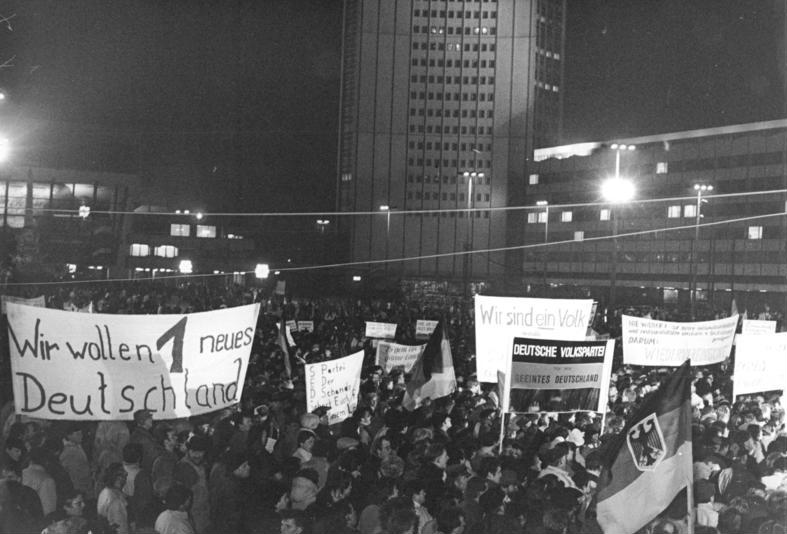
1990年1月8日のライプツィヒ月曜デモ。「我々は一つの新しいドイツを求める」「我々は一つの民族だ」といったプラカードや、西ドイツの国章が入った旗が掲げられている

1989年11月9日のベルリンの壁崩壊は、たんに国境の開放に留まらず、東ドイツという社会主義統一党体制の終焉を意味していた。
11月13日、ハンス・モドロウ内閣が発足した。モドロウは政治・経済の改革を表明し、23日には社会主義統一党がホーネッカーの不正調査の開始、在野勢力への円卓会議開催の呼びかけ、憲法第1条に定められている「党による国家の指導」条項の削除を表明し、一党独裁制を放棄した（12月1日に憲法改正） 。
12月3日、社会主義統一党は緊急中央委員会総会を開催し、クレンツ以下政治局員・中央委員は自己批判の声明を採択して全員辞任し、ホーネッカー、シュトフ、エーリッヒ・ミールケ（前国家保安相）らは党を除名された。クレンツは6日に国家評議会議長も辞任し、わずか2か月足らずでクレンツ政権は終わった。
12月8-9日に開かれた社会主義統一党の党大会は、党名を社会主義統一・民主社会党(SED-PDS)に改名し、1990年1月にはクレンツやシャボフスキーも党から追放され、2月4日に党名を民主社会党（PDS）に再改名。これで、SEDの名称は完全に消滅した。
こうして社会主義統一党の一党独裁制は崩壊し、モドロウは政治・経済の改革を表明すると同時に早急な東西ドイツ統一を否定し、条約共同体による国家連合を提唱した。しかし、壁の崩壊後1日約2,000人の東ドイツ国民が西へ流出し、東ドイツマルクの価値は10分の1に暴落し、元々疲弊していた東ドイツ経済は崩壊していった。12月、モドロウはコールに対し150億ドイツマルクの支援を要請したが、コールはこれを拒否した。また、知識人たちは「民主的な社会主義国家」としての存続を模索していたが、民主化の過程で明るみに出たホーネッカーら社会主義統一党の旧幹部達の不正や贅沢行為に一般労働者たちは怒り、社会主義そのものに対して否定的になっていった。
軍や警察の機能は停止し、国民を抑圧していた国家保安省の出先機関が群衆に襲撃されるようになっても、東ドイツ政府は何の手を打つこともできなかった。1990年初頭には市民の70%が東ドイツ国家の存続を望んでいた が、ライプツィヒの月曜デモでは「我々は一つの民族だ(Wir sind ein Volk)」と言う声が挙がるようになり、2月になると東ドイツが自力ではもう長く存続できないと認識されるようになった。結局、東ドイツの旧政権幹部たちが恐れていたように、「社会主義のイデオロギー」が崩壊した東ドイツは国家として存続できなくなり、崩壊していったのである。

### 東西ドイツ統一と英米仏蘇の警戒

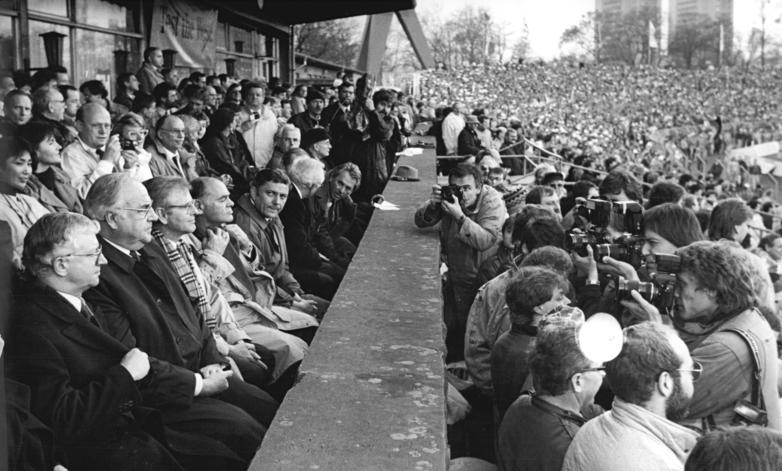
ドレスデンを訪問したコール（1990年3月26日）

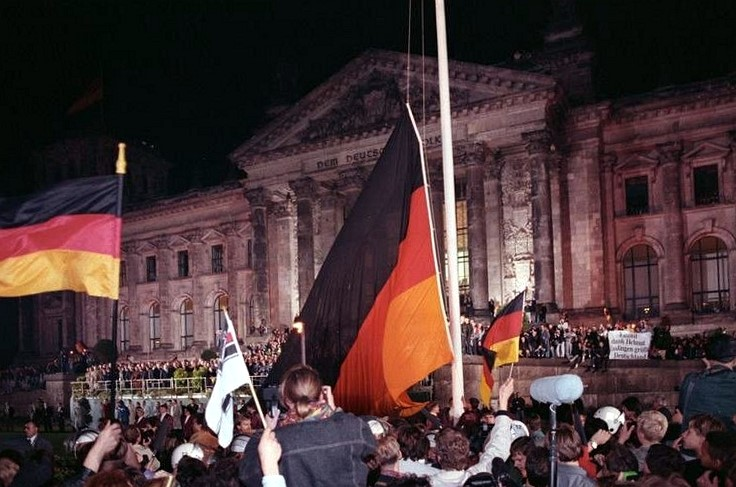
東西ドイツ統一式典（1990年10月3日）

ベルリンの壁崩壊に対して、ソビエト連邦、アメリカ合衆国、東ヨーロッパなどから祝辞を送られた一方でドイツ再統一はドイツ問題再燃を恐れる英首相マーガレット・サッチャーは仏大統領ミッテランイギリスの首相マーガレット・サッチャーやフランスの大統領フランソワ・ミッテラン、ドイツ再統一がかつての「ドイツ問題」の再燃を招くのではないかとの強い懸念を抱いていた。
サッチャーは再統一に対して終始慎重な姿勢を崩さず、1989年12月にミッテランと会談を行い、両者は次のような認識を共有した。
「ドイツ再統一の機運の高まりによって、ドイツ人はかつての「悪い」ドイツ人に逆戻りしているように見える。彼らはかなり荒っぽい態度をとっており、他のことを後回しにして再統一だけに傾倒している。こんな調子では、良好な関係を保つのは難しい。 勿論、ドイツ人には民族自決の権利があるが、ヨーロッパの政治的リアルを根底から覆す権利まではない。ドイツならいずれ再統一を成し遂げ、オーストリアを欧州共同体に取り込み、更に第二次世界大戦で失った他の領土までも取り戻すのは不可能ではない。 と述べ、歴史の逆行と列強間の対立構造の再来を危惧した。と述べドイツの急進的な再統一に警戒感を露わにした。
しかし、ミッテランは最終的にこう結論をまとめた。
それはヒトラー以上の影響力となる可能性がある。 もしそんな事態になれば、ソ運は同盟を結ぶためにロンドンに使節を派遣し、イギリスはそれに同意するだろう。そして、ソ連が同じ提案をパリに持ってくれば、フランスも受け入れるはずだ。こうして世界はまた1913年に回帰するのだ。」と述べドイツの再統一を警戒していたがその一方でドイツ統一が不可避である事を悟ったミッテランはこうも述べた。
それでもなお、ミッテランは、ドイツ再統一に「ダメだ」と言うのは愚かだと結論付けた。現実的にヨーロッパにこれを阻止できるだけの力はない。いずれにせよ、我々の誰もドイツと戦争までするつもりはない、と主張し、ソ連に働きかけて東ドイツに統一への抵抗を強化させる可能性や、アメリカに対しては駐留軍と核兵器の維持を要請すべきだと訴えた。サッチャー首相はこれを渋々受け止めたが、せめてその進行を遅らせることはできるはずだと述べた...ソ連を説得して東ドイツに統一への抵抗を強化させることもできるかも知れない…また、アメリカが駐留軍と核兵器を引き続き残しておくことも確実にしておかなければならない。」
ソビエト連邦の懸念
ドイツ再統一に対しては、ソビエト連邦内でも強い警戒感が存在した。 とりわけ大祖国戦争 (独ソ戦)によって3千万人以上の死者と甚大な経済的被害の記憶から戦利品である東ドイツを簡単に西側に渡す訳にはいかなかった上に再統一ドイツがNATOに残留することはソ連安全保障上の重大な脅威とみなされ、初期段階では「中立ドイツ」案を推進した。ゲンシャー外相は「統一プロセスはソ連の安全保障利益を損なうものではあってはならず、NATOの東方拡大を排除すべきだ」と表明した しかし、東欧革命の進展と統一の不可避性を前に、1990年2月の「ドイツ最終規定条約」を締結するための2プラス4会談でゴルバチョフは「統一後のドイツが仮想敵国のNATOに留まる」ことを受け入れた 。これによりソ連は、ドイツを完全中立化させるよりも「比較的良い選択」として再統一を容認せざるを得なかった。
アメリカ合衆国の反応：統一後のNATO残留の絶対条件
1990年2月24日、ジョージ・H・W・ブッシュ大統領はCamp DavidでNATO事務総長マンフレート・ヴェルナーと会談し、ドイツ再統一に関する米国の基本方針を協議した。ヴェルナーは次のように警告した
「統一ドイツがNATOを離脱すれば、中立国化したドイツは短期的にはともかく、いずれ核兵器を求める可能性がある。非武装化を目指すのはヴェルサイユ条約の過ちを繰り返すにすぎず、中立ドイツの安全が保証されないまま放置されれば、英仏は抑止を試み、ドイツは独自の陣営を築いて対抗するだろう。結局、20世紀初頭の不安定な勢力均衡が再来することになる。」このため、統一後のドイツを必ずNATO枠内に留めることを、米国の“絶対条件”として強く提言した。
またブッシュ大統領自身も、
「再統一プロセスの安定的進行には、米国が欧州における駐留米軍および核抑止力を維持し続けることが不可欠である。」
と述べ、米軍の持続的駐留と核の傘提供が再統一後の欧州安全保障の要であることを明確にした。
これらのやり取りから、ブッシュ政権はドイツ再統一を支持しつつも、統一後の安全保障体制をNATO中心に堅持することで、欧州における勢力均衡の維持を最重要視していたことがうかがえる。
こうした政治的葛藤の裏で、ベルリンの壁崩壊による混乱と国境管理の不手際、そして西側への大量の人口流出により、東ドイツの経済と社会は急速に崩壊していった。もはや自力での存続が困難となった東ドイツは、統一を受け入れざるを得なくなり、東西ドイツの統一に向けて本格的に動き出すこととなる。それは、1945年5月8日、ソビエト連邦と英米仏によって分断されて以来、長きにわたり抑圧されてきたドイツ国民にとって、悲願の実現であった。
そして、大国間の駆け引きの裏で、ベルリンの壁崩壊以降の混乱と西側への大量の人口流出が東ドイツ経済を急速に疲弊させた。東ドイツのモドロウ暫定政権は円卓会議を開催し、自由選挙や新国家の憲法草案作成を決定。1990年3月に実施された最初で最後の自由選挙で、統一を掲げるキリスト教民主同盟(CDU)が勝利すると、従来の「両国合併」案ではなく「東側５州を復活させ、ドイツ連邦共和国に編入する」という形式で統一を進めることが確定した。
こうして東西ドイツの統一は、ソ連、ヨーロッパ諸国、アメリカ、そして西ドイツ首脳が想定していたよりもはるかに速いスピードで進められた。この急速な進展は、ベルリンの壁崩壊後の政治的混乱や東ドイツの経済的困窮、国際社会の対応など、複数の要因が複雑に絡み合った結果であった。

### 統一式典
そして、ベルリンの壁崩壊から1年も経たない1990年10月3日、悲願の東西ドイツの統一が実現した。
10月3日の統一式典では、ベルリンの旧帝国議会議事堂に「黒・紅・金の三色旗」が揚げられ、東ドイツの指揮者であるクルト・マズアの指揮、同じく東ドイツのオーケストラであるライプツィヒ・ゲヴァントハウス管弦楽団により、ルートヴィヒ・ヴァン・ベートーヴェンの交響曲第9番『合唱付き』が演奏された。
のちにCDが発売されたことでよく知られるレナード・バーンスタイン指揮、東西陣営双方から選抜された特別合同管弦楽団・合唱団による同曲の演奏は、ベルリンの壁崩壊直後の1989年12月のクリスマスに際しての演奏会であり、第4楽章の詩のFreude（歓喜）はFreiheit（自由）に替えて歌われた。

### 統一の弊害
しかし、この再統一は弊害ももたらした。東ドイツでは1989年11月10日以後、自分達は2つに分裂したうちの片方である「東ドイツ国民」ではなく統一された「ドイツ国民」であるという意識が大きくなっており、これが早急なドイツ再統一を支持する要因となった。統一後の経済的な不安は想定されて然るべきであるが、壁の崩壊直後に西ドイツ政府が西ドイツを訪問する東ドイツ市民に対して渡した一時金はこの不安をかき消す事を助長した。
またドイツの再統一は、東ドイツ市民を無条件で裕福にするかのような幻想を生み出した。結局「ドイツ再統一」のスピードが余りにも速すぎたことは、その後の経済的混乱によって実証される事になった。世界屈指の経済大国であった旧西ドイツと旧東ドイツの経済格差は一時的な幻想では覆い隠せないほど歴然たるものが存在した。
現在でも東西の所得格差は残されたままである。また旧東ドイツでは資本主義に適応できなかった旧国営企業の倒産によって失業者が増加し、旧西ドイツでは旧東ドイツへの投資コストなどが足かせとなって景気の低迷を招いた。このため東西双方で市民の間に不満や、移民問題などの背景から旧東ドイツ地域では2025年のドイツ連邦議会選挙にて、AfD(ドイツのための選択肢)が多数の議席を獲得し、野党第一党へと躍進した。
東西ドイツの統一に関する法的な見方については「ドイツ再統一」を参照。

### 冷戦終結

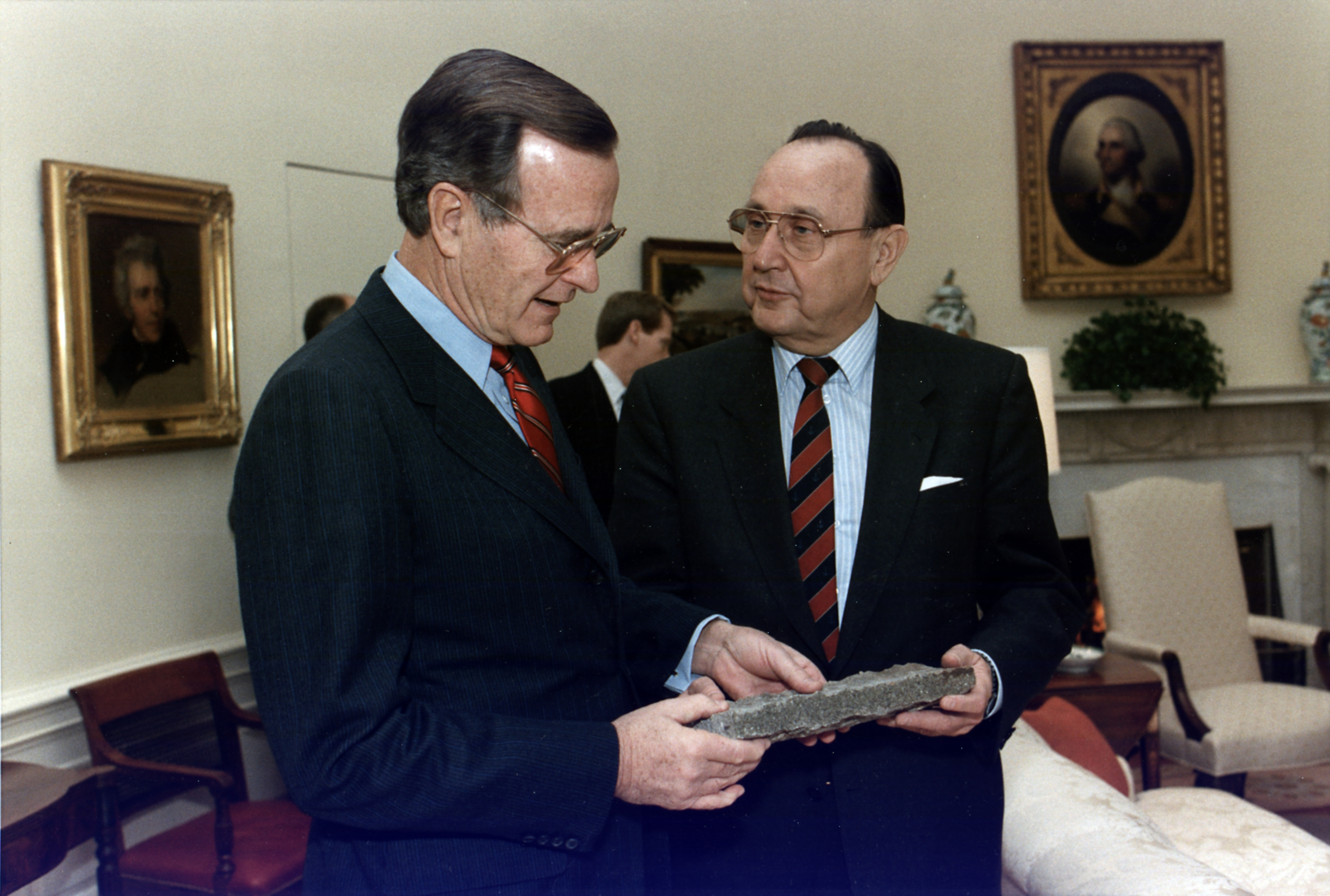
ベルリンの壁の一部をブッシュに贈るドイツ外相のハンス＝ディートリヒ・ゲンシャー

ゴルバチョフは従来から冷戦の緊張関係を緩和させる新思考外交を展開していたが、ドイツの東西分裂とベルリンの壁の存在は、冷戦の代名詞でもあり、いくら緊張緩和といってもベルリン問題を解消しない限り「冷戦の終結」とはいえない状況であった。
ところが、ベルリンの壁が崩壊したことで、東西ドイツの統一に一応の目処が立った。壁崩壊から1か月後の1989年12月3日、アメリカの父ブッシュ大統領とソ連のゴルバチョフの両首脳がマルタ島で会談し、冷戦の終結を宣言した。

### 東欧全域への民主化革命の波及
ベルリンの壁崩壊は、既に民主化を果たしていたポーランドやハンガリーやブルガリアのみならず、東ヨーロッパ全域に波及した。ベルリンの壁崩壊の同日、ブルガリア人民共和国でトドル・ジフコフがブルガリア共産党書記長を辞任し、その後国家評議会議長の職も辞した。11月17日には、チェコスロバキアでビロード革命が発生し、ポーランドのワルシャワではチェーカー（KGBの前身）の設立者フェリックス・ジェルジンスキーの銅像が三つ裂きにされて撤去された。そして、マルタ会談の直後の12月16日にはルーマニア革命 (1989年)が発生した。
また、東欧同様、ソ連の衛星国であったモンゴルでも、壁崩壊後の一ヵ月後の12月10日、サンジャースレンギーン・ゾリクを中心とする民主化デモが発生した。1990年にかけて民主化運動は進展し、モンゴル人民革命党の一党独裁体制が崩壊し新憲法制定、複数政党制の導入が実現した。
そして、ベルリンの壁崩壊から2年後の1991年8月20日にはバルト三国が独立し、1991年12月25日には共産主義の元祖であったソビエト連邦自身まで崩壊した。

### ベルリンの壁のその後

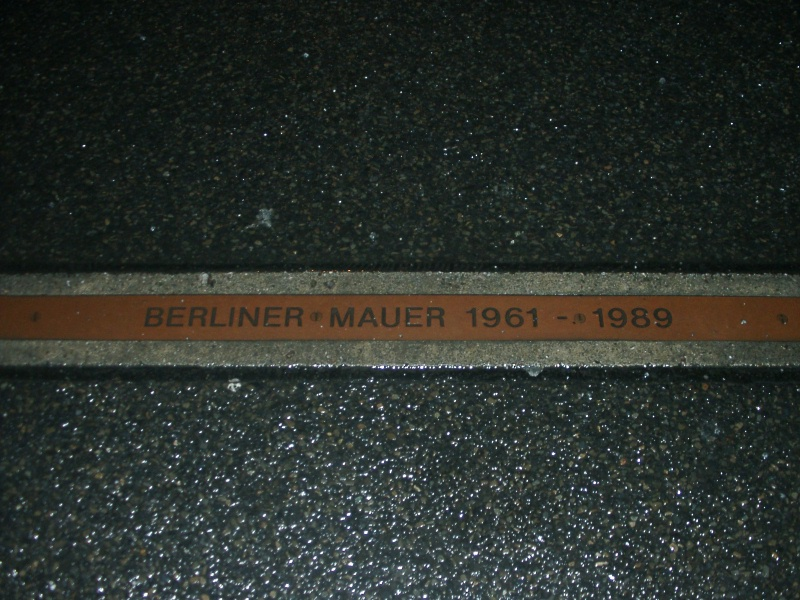
壁が撤去された後の路面に残された刻銘

壁の倒壊後、壁自体が変貌した。破壊された壁の断片が盛んに取引され始め、東ドイツの末期の最大の輸出ヒット商品となった。ハンマーと鑿で東ドイツ政府が所有する建造物に叩きつけて破片を持ち去る人が後を絶たず、東ドイツは壁は民主共和国の人民財産であるとして無秩序な壁の破片の売り出しの阻止に動いた。
そして民主共和国の貿易商社に壁の商品化を委任し、真贋証明書を発行して売り出し、その販売利益で国の健康保険制度を立て直す予定をしたが、やがて国自体が消滅した。
それでも60トンの「ベルリンの壁のパーツ」が海路でアメリカに運ばれ、ボストンとシカゴのラジオ局が「自由の石塊」として破格の安値30ドルで
売り出した。多数の西ドイツ人が数千ドイツマルクで壁の一区画をそっくり買い取った。ロンドンの競売所がモンテカルロで大量の壁区画延べ100mを一区画当たり最高で3万ドイツマルクで競売にかけ200万ドイツマルクを荒稼ぎした。購入者の中には「鉄のカーテン」という言葉を作ったイギリスの元首相のウィンストン・チャーチルの孫娘もいた。
その後には、ベルリン市がベルリンを表敬訪問した外国の賓客に壁の残骸をプレゼントし、世界中に配った。その中にはロナルド・レーガン、ジョージ・ブッシュのアメリカ大統領の名もあった。しかし国の消滅とともに無秩序になり、壁破砕装置を使って多くの場所でたちまち粉砕されて道路建設の基盤材として使われ、東西間の道路網に敷かれたりした。
往時の壁の95％以上は壁撤去時に破壊されて、わずか数百の壁区画がそのまま保存され、ベルリンのさまざまな所に総延長1.5キロの壁が存在するだけで大半が失われている。
現存するベルリンの壁の痕跡は、3つの長い部分が挙げられる。一つはチェックポイント・チャーリーとポツダム広場の中間にある、かつてゲシュタポ本部があった「テロのトポグラフィー」にある最西端の壁の80メートルの断片、2番目のものはオーバーバウム橋近くのシュプレー川沿いにある最東端の壁のより長い部分で、イーストサイド・ギャラリーの愛称で呼ばれている。3番目の部分は北側のベルナウアー通りの一部に再建されたもので、1998年に記念碑となった。その他の断片、街灯柱、その他の要素、そしていくつかの監視塔も、街の様々な場所に残っている。

## エピソード
- チェックポイント・チャーリーの西側に入ってすぐの角にある喫茶店『カフェ・アドラー』で、11月9日19時30分に入ってきたカメラマンの客がいきなり「これから1時間のうちにここで何かが起こるぞ。」と言い、すでに入店していた他の客7人が訝しむと「知らないのか。国境が開かれるぞ。」と言われて、女性店員が慌ててラジオのスイッチを付けると、どのラジオ局も記者会見のニュースでシャボフスキーの声が聞こえてきた。店員は女性1人だけであったので急ぎ店主に電話して「大変です。今にも何千人というお客が来るかもしれないんです。今すぐお店に来て下さい。」と電話で叫んでいた[151]。それからすぐにこの店員と男性店主が2人で境界線を越えて東側の警備兵に「一緒に飲もう」とシャンパンを持って誘ったが、断られたので店に戻った。やがてこの喫茶店にはゲートが開く前に西ベルリン市民が多く入ってきて、更にゲートが開いた後は大勢の東ベルリン市民が加わった。
- 国境が開放された夜シャボフスキー不在の自宅で、妻イリーナは、シャボフスキーの発言が引き起こしたことで体制の崩壊につながると予感し、テレビでの騒ぎは何かと尋ねる年老いた母親と以下のような会話を交わしていた。イリーナ「国境を開いてしまったのよ」、母親「それ、私たちは今度は資本主義になるってことなの？」イリーナ「ええ、たぶんね」母親「それじゃ、どっちにしてもあと二、三年は長生きして、資本主義がどんなものなのか見なくちゃ」[152]
- 当日、ちょうどベルリンを訪れていたダライ・ラマ14世は、崩壊の現場に向かい、東ベルリンに足を踏み入れ、歴史的瞬間を写真におさめた。老婦人から渡された蝋燭に灯を灯し、人々と共に祈った[153]。ノーベル平和賞受賞の1か月前のことである。
- ベルリンの壁崩壊後、1990年2月に現地を訪れたかまやつひろしは、撤去間際の壁の上に登り、アコースティックギターを手にゲリラライブを行った。この時歌われた「バン・バン・バン」は、同年5月に発売されたかまやつのアルバム『IN AND OUT』に「バン バン バン～ON THE BERLIN WALL(1990.2.23)」として収録されている。
- 東ドイツの政権与党であったドイツ社会主義統一党（SED）は民主社会党と改名し生き残りを図ったものの党員・支持者の大幅な減少が続き、90年代までは消滅寸前かと言われた時期もあった。しかし、ゲアハルト・シュレーダー率いる社会民主党の新中道路線に反発し同党を離脱した最左派とともに左翼党を結成した。左翼党は、SED時代の綱領を自己批判・総括して党内派閥を許容するなど党内改革を進め[注 36]、民主的な社会主義を目指しており、旧東ドイツ地域の地方議会では一部で与党になるなどある程度の復権を果たしている。
- ドイツ統一に貢献した当時のソ連外相エドゥアルド・シェワルナゼが、2003年にグルジア大統領を追われると、かつての恩人を見捨てることなくドイツへの亡命受け入れを申し出て一時はドイツ入りしたというニュースも飛び交った。実際はシェワルナゼは感謝しつつもこれを固辞してグルジアに留まっている。
- デビッド・ハッセルホフはこの年元日に、ブランデンブルク門の前で数百万人のファンを集めて「Looking For Freedom」という歌を歌い、ドイツ、オーストリア、スイスの3ヵ国でナンバーワンヒットに輝いた。ハッセルホフは後年、「壁の両側で民衆の心が動くのを感じた」と発言、この年に起こったベルリンの壁崩壊と翌年のドイツ再統一への協力になったと語っている。

## 壁崩壊を記念したイベント

### 壁崩壊20周年

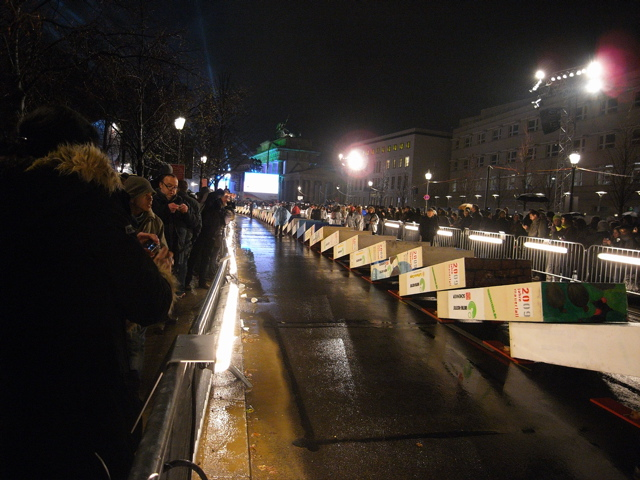
ベルリンの壁崩壊20周年記念式典でのドミノ倒し後の様子（2009年11月9日）

ベルリンの壁崩壊から20周年に当たる2009年には、ドイツ国内でもイベントが開かれた。
式典ではドイツのアンゲラ・メルケル首相、フランスのニコラ・サルコジ大統領、ロシアのドミートリー・メドヴェージェフ大統領、イギリスのゴードン・ブラウン首相、 アメリカのヒラリー・クリントン国務長官らがブランデンブルク門を東から西にくぐって友好を演出した。ただしバラク・オバマ大統領は出席しなかった。冷戦終結の立役者となったポーランドのレフ・ヴァウェンサ、旧ソビエト連邦のミハイル・ゴルバチョフ両元大統領も姿を見せた。「ベルリンの壁崩壊記念日」の2009年11月9日には、ドイツ政府主催のイベントがベルリンで開かれ、このイベントでは、ベルリンの壁に見立てた発泡スチロール製のドミノ約1000個を倒すイベントも行われた。このイベントでは、ヴァウェンサがドミノ倒しの火蓋を切った。
2009年10月31日には、ジョージ・H・W・ブッシュ（父ブッシュ）、ゴルバチョフ、コールの3人がベルリンで再会した。このイベントにおける3人の発言は、以下の通りである。
- コール：「誰も信じていなかった統一を成し遂げたのは誇りだ。」
- 父ブッシュ：「壁崩壊とドイツ統一は、冷戦を終わらせただけでなく、2回の世界大戦の傷跡を消し去った。」
- ゴルバチョフ：「政治家ではなく、国民が英雄だった。」

関連リンク
- 読売新聞 2009年10月31日付
- AFPBBニュース 2009年11月1日付

### 壁崩壊25周年

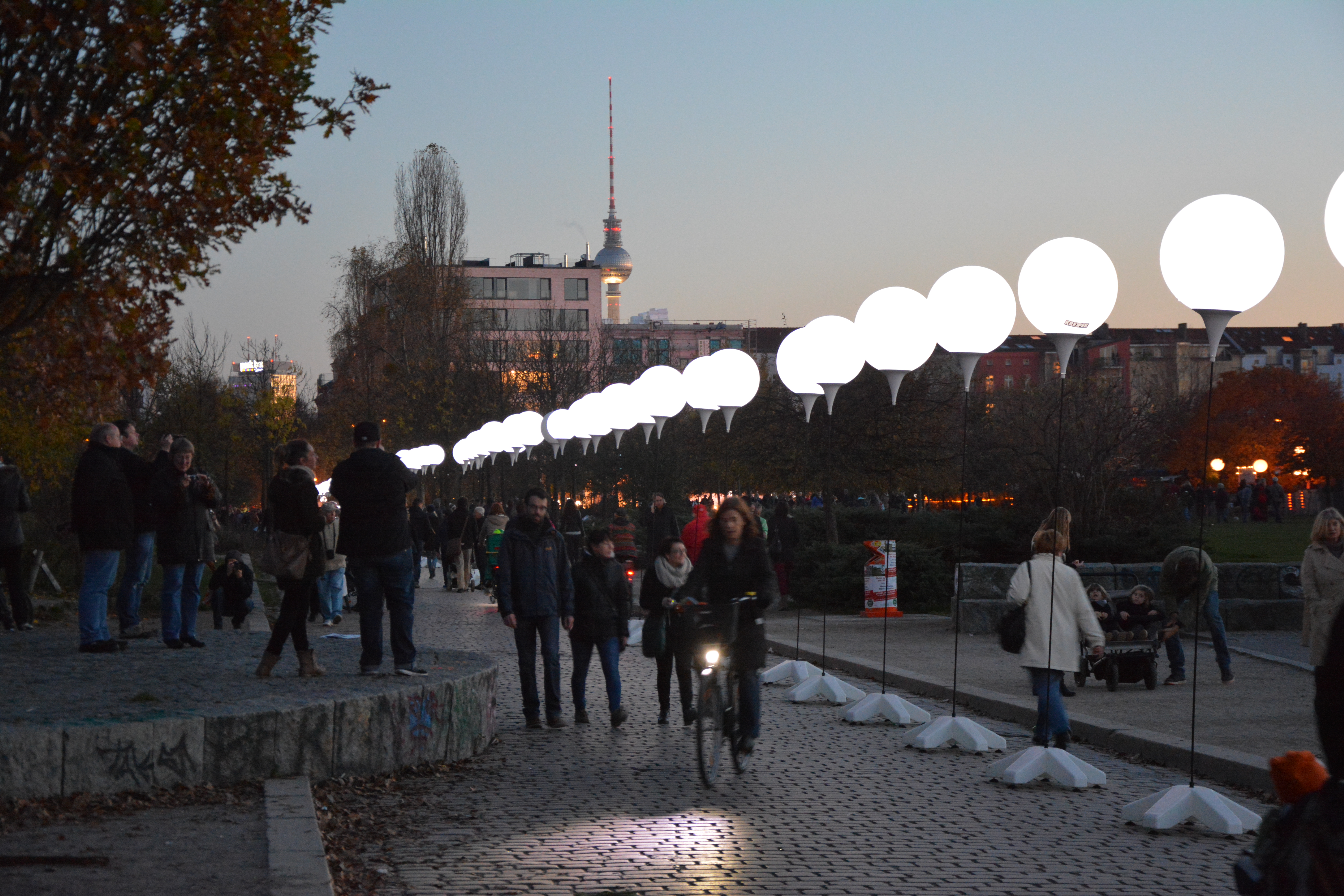
「光の境界」

壁崩壊から四半世紀となる2014年11月9日にも記念行事が行われ、かつてのベルリンの壁沿いの一部に灯りを点けた白い風船を配置し、夜に一斉に空へと風船を飛ばす「リヒトグレンツェ（光の境界,Lichtgrenze）」というイベントが行われた。また、ゴルバチョフは5年前と同様にベルリンを訪問した。上述のように、東ドイツのホーネッカー政権退陣とベルリンの壁崩壊に功績のあったゴルバチョフは、
と挨拶した。

## ドキュメンタリー
- 『NHKスペシャル』
  - 「ヨーロッパピクニック計画～こうしてベルリンの壁は崩壊した～」　（放送：1993年12月19日　NHK総合）
- 『BS世界のドキュメンタリー』
  - 「ベルリンの壁崩壊 東ドイツ最後の1年」（原題：Life Behind the Wall: East Germany's Final Year）『 前編 ～通貨統合の波紋～』『後編 ～突きつけられた現実～』　製作：Looks Film & TV（2009年 ドイツ）（放送：2009年3月30・31日　NHK BS1）
  - 「旧･東ドイツ "英雄都市"の試練 ～壁崩壊より20年～」　製作：NHK、日本電波ニュース社　（2009年　日本）（放送：2009年7月4日 NHK BS1）
  - 「壁の時代を生きて」　『前後編』　（2009年 日本・イギリス）　（放送：2009年11月10・11日 NHK BS1）
  - 「ライプチヒの奇跡」　『前後編』　（2009年 日本・ドイツ）　　（放送：2009年11月13・14日 NHK BS1）
  - 「24時間ドキュメント　壁崩壊の夜」　製作：Monaco Film/Spiegel TV  （2009年 ドイツ） （放送：2009年11月18日 NHK BS1）
    - シャボフスキーら関係者のインタビューなどを交えて構成されている

  - 「旧東ドイツ激動の日々」　『前編～国家崩壊～』　『後編～統一後の苦悩』（2009年 日本・ドイツ・フランス）（放送：2009年11月19・20日 NHK BS1）
- 『アナザーストーリーズ 運命の分岐点』
  - 「ベルリンの壁崩壊 激動を生き抜いた者たち 」（放送：2015年4月8日　NHK総合）

## 関連作品
- 『地球が私を愛するように』（合唱曲） 作詞：山川啓介 作曲：野田暉行
- 『聞こえる』（合唱曲）作詞：岩間芳樹 作曲：新実徳英
- 『壁きえた』（男声合唱組曲）作詞：谷川雁 作曲：新実徳英
- 『国境のない地図』(1995年 宝塚歌劇団星組)
- 『グッバイ、レーニン!』（映画）
  - 2003年公開のドイツ映画。大ヒットし、ドイツ歴代興行記録を更新した。
- 『壁の向こうのFreedom -24th March,1989-』
  - 日本のロックバンドTHE ALFEEの楽曲。楽曲製作者の高見沢俊彦は実兄が当時ドイツに在住していた関係で度々訪問しており、壁崩壊前の東西ベルリンにてこの楽曲のイメージを固め、1989年9月から12月末までの秋の全国コンサートツアーをベルリンの壁を模したステージセットで行いこの曲を披露した[注 37]。そのツアー途中で「ベルリンの壁崩壊」が起き、その後はステージセットを崩壊した壁に作り替えてコンサートツアーを続行した。壁崩壊から10年後の1999年9月26日、ブランデンブルク門の前で行われた『ドイツにおける日本年』の開会式典にて本曲を披露した（その際、歌詞を英語にしたうえでタイトルを『Freedom On The Other Side Of The Wall』とした）。
- 『1989』
  - 沢田研二の楽曲。2002年発売のアルバム忘却の天才の収録曲。作詞：GRACE 作曲：沢田研二
- 『世界平和のために (The Wall) 』(アニメ)
  - アルビンとチップマンクスのエピソード。1988年12月17日にアメリカで公開。
- 『フリッツィ（英語版）』(アニメ映画)
  - 主要な舞台が同じ東ドイツのドレスデンである為、ベルリンそのものは直接的に描かれていないものの崩壊までの様子が描かれている。ベルリンの壁崩壊30周年に合わせ、2019年に公開。